# Suzanne Valadon
Pour les articles homonymes, voir Valadon.
Suzanne Valadon, née Marie Clémentine Valadon le 23 septembre 1865 à Bessines-sur-Gartempe et morte le 7 avril 1938 à Paris 16e, est une artiste peintre et graveuse française.
Elle entre dans le monde de la peinture non comme une autodidacte ou une élève des Beaux-Arts, mais comme modèle, puis devient artiste-peintre. Parmi ses thèmes de prédilection figurent la nudité masculine et féminine, et les portraits et autoportraits. Ses œuvres sont conservées dans de nombreux musées dont le musée national d'Art moderne à Paris, le Metropolitan Museum of Art à New York, le musée de Grenoble, le musée des Beaux-Arts de Lyon. Une exposition permanente lui est dédiée dans sa ville natale.

## Biographie
Marie-Clémentine Valadon naît le 23 septembre 1865 à Bessines-sur-Gartempe, en Haute-Vienne.
Marie-Clémentine Valadon et sa mère, Madeleine Valadon, lingère, vivent à Montmartre. Marie-Clémentine travaille dès l’âge de onze ans comme couturière, blanchisseuse, serveuse et marchande des quatre saisons. Elle devient ensuite trapéziste pour les cirques Fernando et Molier. Une mauvaise chute la contraint à abandonner prématurément la carrière d’acrobate.  
C'est alors qu'elle se rapproche de la sphère artistique et devient modèle pour les artistes peintres sous le prénom italianisé de « Maria ». En 1880, à l'âge de quinze ans, elle pose pour la première fois pour le peintre Jean-Jacques Henner.
Suzanne Valadon a ensuite posé comme modèle pour plusieurs peintres: Pierre Puvis de Chavannes, Auguste Renoir (Jeune femme aux seins nus, La danse à Bougival, Danse à la ville), Henri de Toulouse-Lautrec (Gueule de bois), André Utter (Portrait de Suzanne Valadon), Jean-Eugène Clary (Suzanne Valadon à vingt ans, vers 1887, huile sur toile, Paris, musée d'Orsay), mais aussi Gustav Wertheimer (en), Federico Zandomeneghi, Louis Forain, Théophile Alexandre Steinlen ou encore Vojtěch Hynais.
Elle adopte le prénom de « Suzanne » que lui donne Henri de Toulouse-Lautrec, en référence à l'épisode biblique de Suzanne et les Vieillards. En fréquentant les ateliers d'artistes, elle perfectionne sa maîtrise du dessin qu'elle pratique depuis l'enfance. Elle observe les techniques picturales, mais ne se lancera dans la peinture à l'huile qu'en 1892. Elle fait la connaissance du peintre Pierre Puvis de Chavannes. Elle pose également pour Auguste Renoir, qui devient aussi son amant. 
Elle a plusieurs admirateurs dont Miquel Utrillo, un ingénieur catalan, promoteur des arts, peintre, homme de lettres et critique d'art (journaliste).

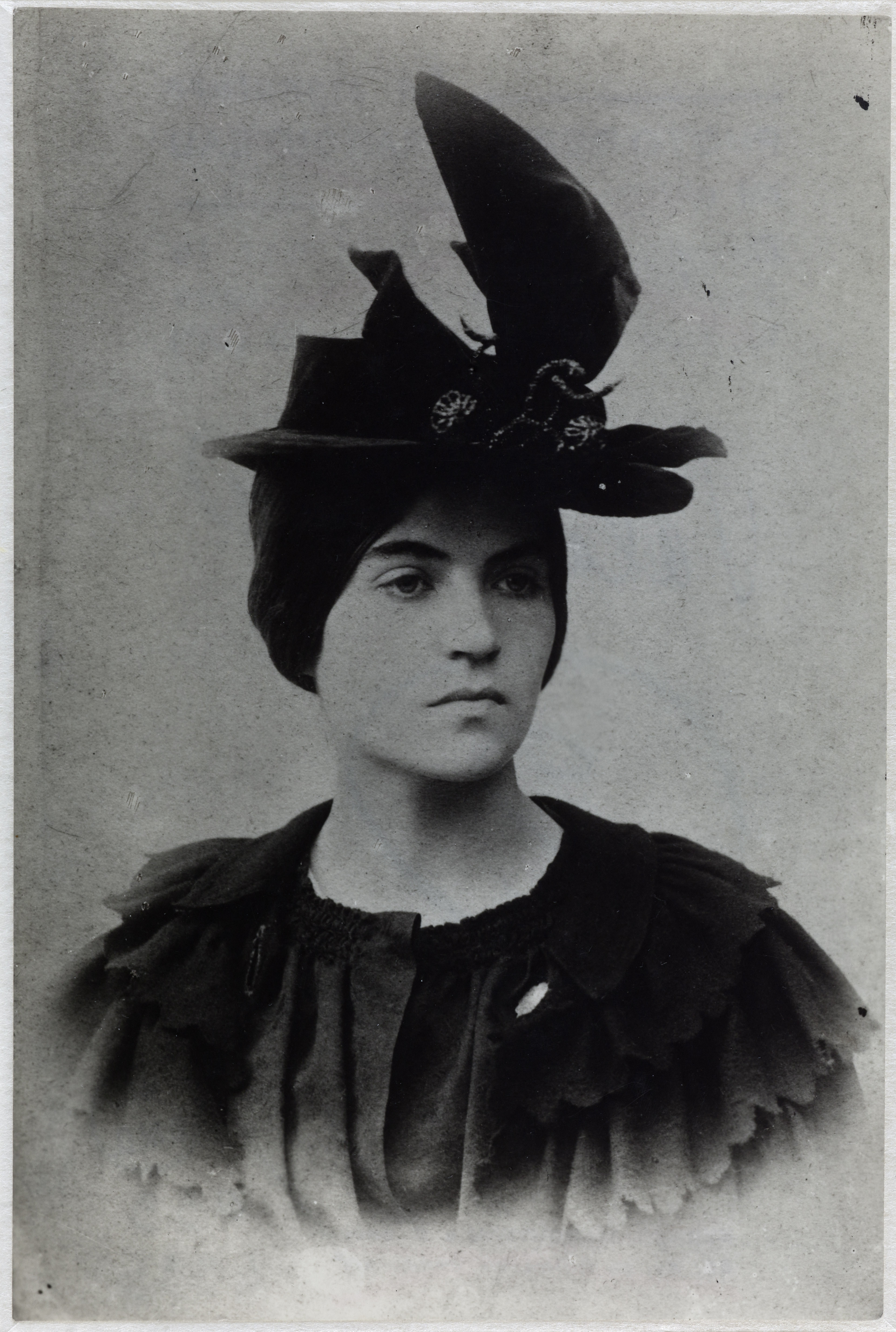
Suzanne Valadon. Portrait au chapeau (vers 1885), photographie anonyme, Paris, bibliothèque Marguerite-Durand.

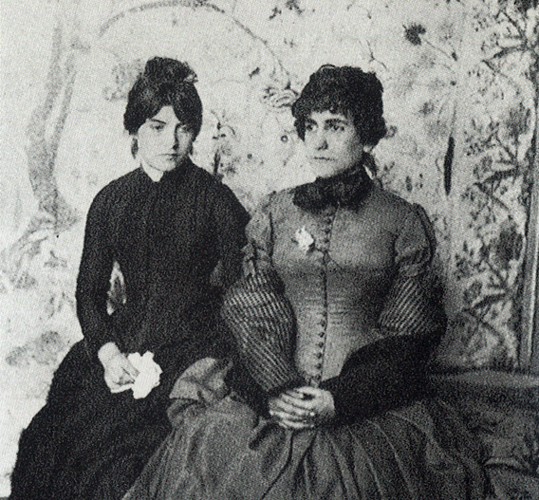
Suzanne Valadon et Jeanne Wenz (1891). Photographie de François Gauzi.

À 18 ans, elle attend un fils, Maurice, qui naît le 26 décembre 1883 et dont elle dit ne pas connaître le père. C'est à ce moment qu'elle réalise sa première œuvre signée Suzanne Valadon : un autoportrait au pastel. À cette époque, elle fait des dessins, surtout des portraits, à la mine de plomb, au fusain et à la sanguine. Cela devient son activité principale jusqu'en 1909.
Miquel Utrillo, qui s'intéresse à l'enfant, vient régulièrement en visite chez les Valadon. En 1886, Marie-Clémentine et sa mère déménagent rue Tourlaque, dans la maison où Henri de Toulouse-Lautrec loue un atelier. Très vite, ils font connaissance. Elle devient son modèle ainsi que sa maîtresse. Il fera d'elle le portrait intitulé Gueule de bois. Elle l'accompagne partout pendant ses escapades nocturnes. Après avoir découvert par hasard quelques dessins faits par elle, il lui conseille de les montrer à Edgar Degas. Celui-ci est enthousiaste, et Suzanne Valadon devient son élève et sa protégée.
Son fils, appelé à sa naissance Maurice Valadon, prend en 1891 le nom de Maurice Utrillo, nom de famille de Miquel Utrillo, son père putatif, lorsque celui-ci le reconnaît.
Il faut attendre 1892 pour que Suzanne Valadon commence à pratiquer la peinture à l'huile. Elle peint des natures mortes, des bouquets et des paysages marqués par la force de leur composition et leurs couleurs vibrantes. Elle s'inspire aussi de son entourage, ainsi elle brosse les portraits de son fils et de sa mère. Elle peint également des nus.
Elle a une relation avec Erik Satie en 1893. Il lui aurait proposé le mariage au matin de leur première nuit. Seule relation intime connue du musicien, elle le laisse, comme il dira, avec « rien, à part une froide solitude qui remplit la tête avec du vide et le cœur avec de la peine ».
Suzanne Valadon expose pour la première fois à la galerie Le Barc de Boutteville en 1893 et 1894. Puis toujours en 1894 au Salon de la Société nationale des beaux-arts, l'un des rares Salons parisiens ouvert aux artistes femmes (avec cinq dessins).
Elle devient la maîtresse de Paul Mousis, agent de change et ami d'Erik Satie, qu'elle épouse en 1896. Le couple s'installe alors au 12, rue Cortot, en haut de la butte Montmartre. Ce mariage lui donne une stabilité financière qui lui permet de se consacrer à sa peinture et à l'éducation de son fils.

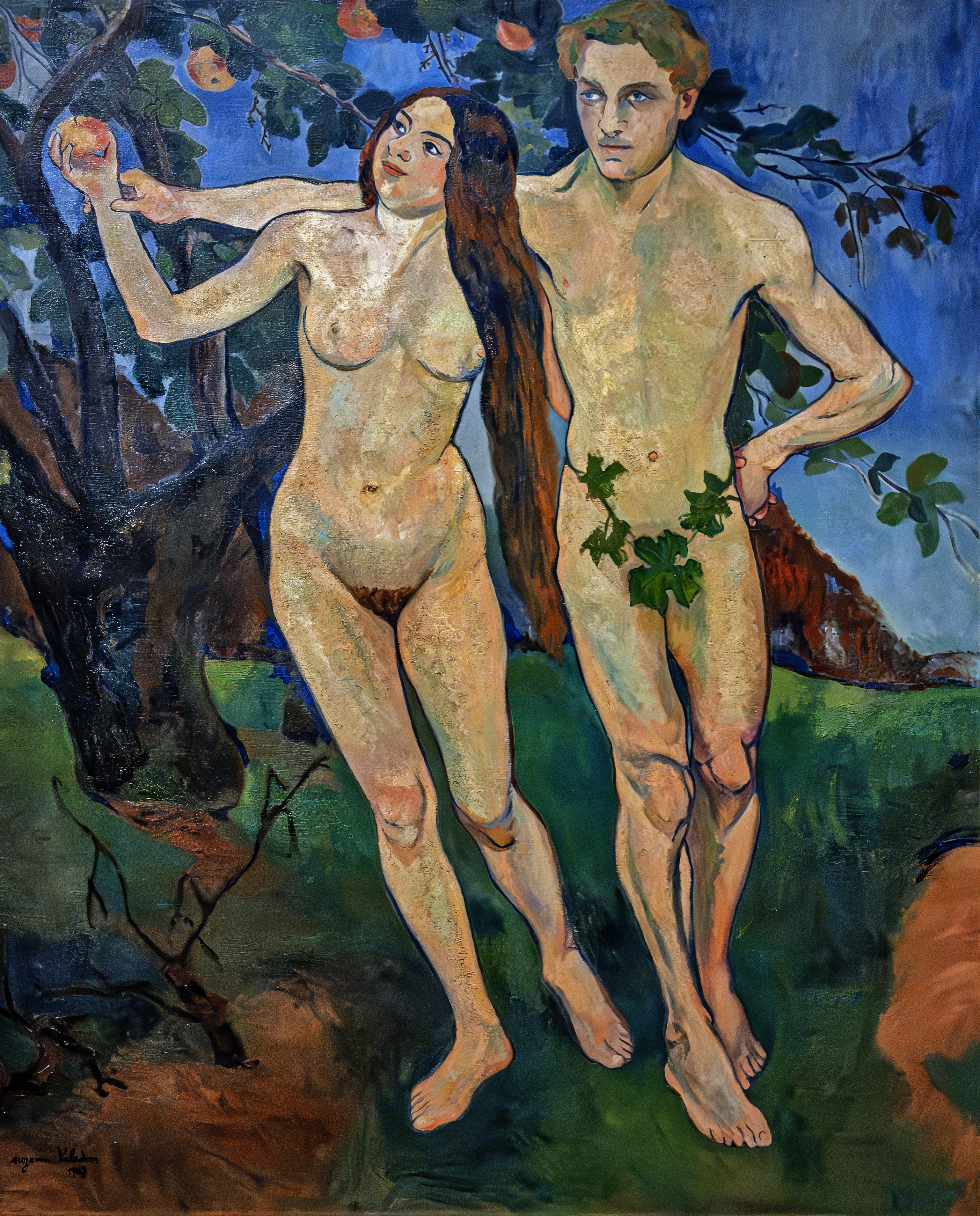
Adam et Ève (1909), Paris, musée national d'Art moderne.

Son mariage prend fin en 1909, année où elle expose au Salon d'Automne à Paris (dont elle deviendra Sociétaire jusqu'en 1933). Elle se met en ménage avec l'ami de son fils, le peintre André Utter (1886-1948), qu’elle épouse en 1914. Cette union, houleuse, durera près de trente ans. André Utter en Adam et elle-même en Ève figurent sur l'une de ses toiles les plus connues Adam et Ève (Paris, musée national d'Art moderne). Il s'agit d'une époque où elle oriente ses œuvres vers un plus grand naturalisme comme on le remarque dans La petite fille au miroir (collection particulière) ou La tireuse de cartes (Les amis du Petit Palais, Genève).
Edgar Degas — pour qui elle n'a jamais posé, malgré ce que l'on dit souvent — remarquant les lignes vives de ses esquisses et de ses peintures, encourage ses efforts en lui achetant et collectionnant ses premiers dessins. Elle connaît de son vivant le succès et réussit à se mettre à l'abri des difficultés financières de sa jeunesse, pourvoyant aux besoins de son fils.
Berthe Weill la soutiendra efficacement en lui permettant de participer, dans ses galeries successives, à 15 expositions de  groupe et en lui offrant 3 expositions personnelles (1915, 1927 et 1928).
En 1923, Suzanne Valadon achète avec Utter le château de Saint-Bernard, au nord de Lyon, pour tenter d'entraver l'alcoolisme de son fils. Maurice Utrillo peint le château ainsi que l’église ou encore le restaurant du village.

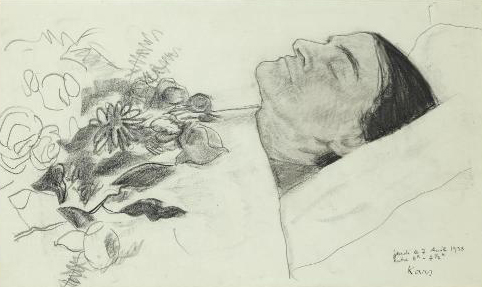
Georges Kars, Suzanne Valadon sur son lit de mort, Paris, musée national d'Art moderne.

À la fin de sa vie, Suzanne Valadon se lie d'amitié avec le peintre Gazi-Igna Ghirei, dit Gazi le Tatar (1900-1975) et, poussée par cette rencontre, se remet à peindre. Elle participe alors aux expositions de groupe organisées par la Société des femmes artistes modernes (FAM), créée en 1931.
Elle meurt le 7 avril 1938 à Paris, entourée de ses amis peintres André Derain, Pablo Picasso, Georges Braque et Georges Kars, lequel dessine son ultime portrait ce jour-là. Elle est inhumée, le 9 avril 1938, au cimetière parisien de Saint-Ouen.

## Œuvres dans les collections publiques

### Algérie
- Alger, musée national des Beaux-Arts : La Rue Cortot.

### Australie
- Melbourne, musée national du Victoria : Nu à la draperie, 1921, huile sur toile, 73 × 54 cm[20].

### France
- Limoges, Musée des Beaux-Arts :
  - La Couturière, vers 1914, huile sur toile, 81 × 65,2 cm.
  - La Chambre bleue, 1923, huile sur toile
- Lyon, musée des Beaux-Arts : Marie Coca et sa fille, 1913, huile sur toile, 161 × 130 cm.
- Montpellier, musée Fabre : Route dans la forêt de Compiègne, 1914, huile sur toile, 73 × 54,8 cm.
- Nancy, musée des Beaux-Arts : Le Lancement du filet, 1914, huile sur toile, 201 × 301 cm.
- Nantes, musée d'Arts : Les Baigneuses, 1923, huile sur toile, 116,4 × 89 cm.
- Paris :
  - musée d'Art moderne de Paris : Nu à la couverture rayée, 1922.
  - musée de Montmartre : Autoportrait, 1894, plume sur papier, 26 × 30 cm.
- Poitiers, musée Sainte-Croix : La Toilette, 1908, vernis mou sur papier.
- Sannois, musée Utrillo-Valadon (fermé depuis 2014) : Portrait de la mère de Bernard Lemaire, 1894, huile sur panneau, 52 × 40 cm, déposé au musée de Montmartre.
- Villefranche-sur-Saône, musée Paul-Dini : Nu à la draperie blanche, 1914, huile sur toile, 96 × 73 cm.

### Suisse
- Genève, Petit Palais :
  - La Femme à la contrebasse, vers 1914-1915, huile sur toile, 100 × 65 cm ;
  - Nu au canapé rouge, 1920[21].
  - Femme nue en draperie, 1919

### Galerie

Œuvres de Suzanne Valadon
Jeune femme faisant du crochet, (1892), huile sur toile, Paris, musée national d'Art moderne[22].
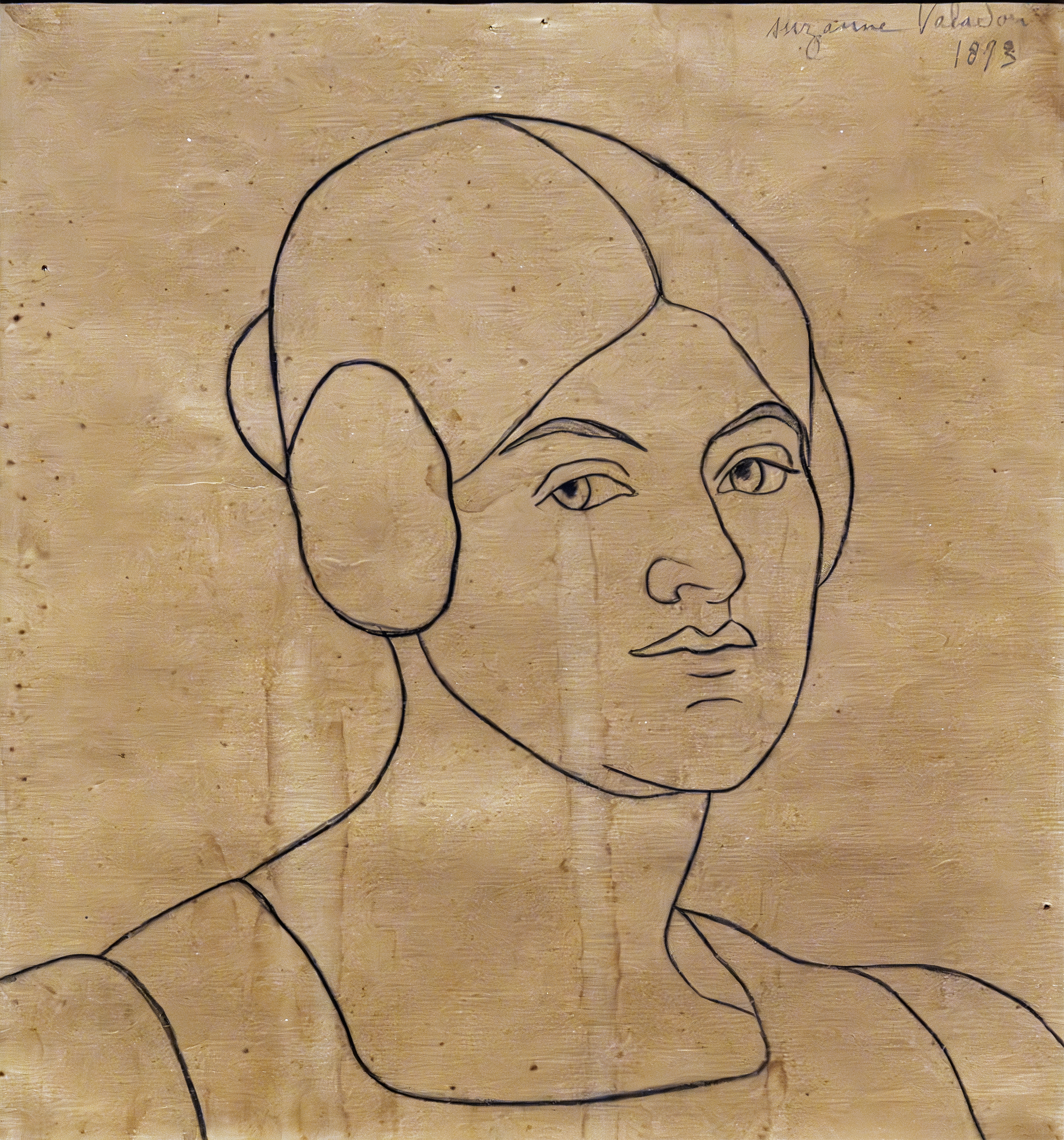
Autoportrait de 1893, crayon sur papier.
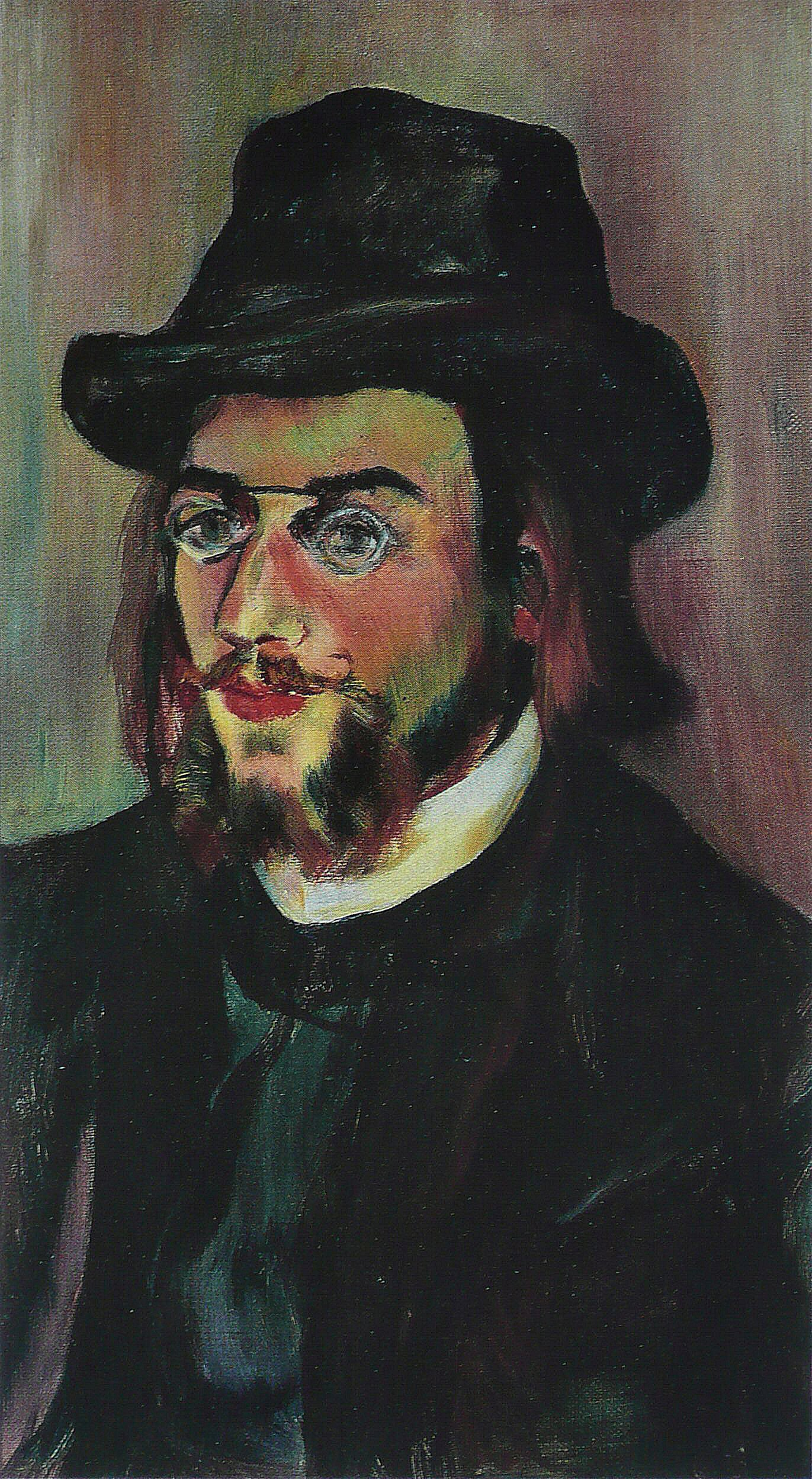
Portrait d'Erik Satie (1893), huile sur toile, Paris, musée national d'Art moderne.
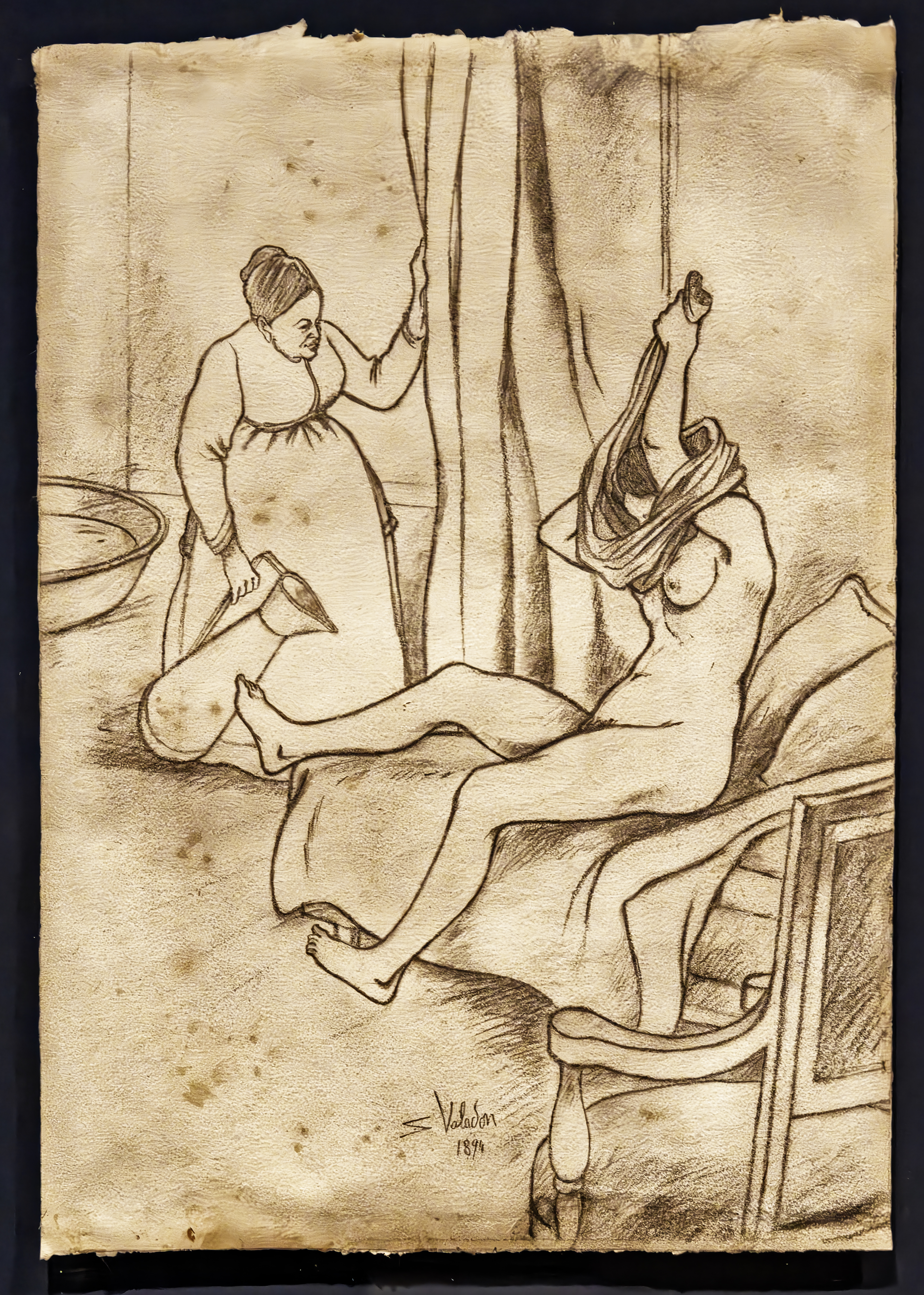
La salle de bains (1894), dessin sur papier,  Collection Privée.
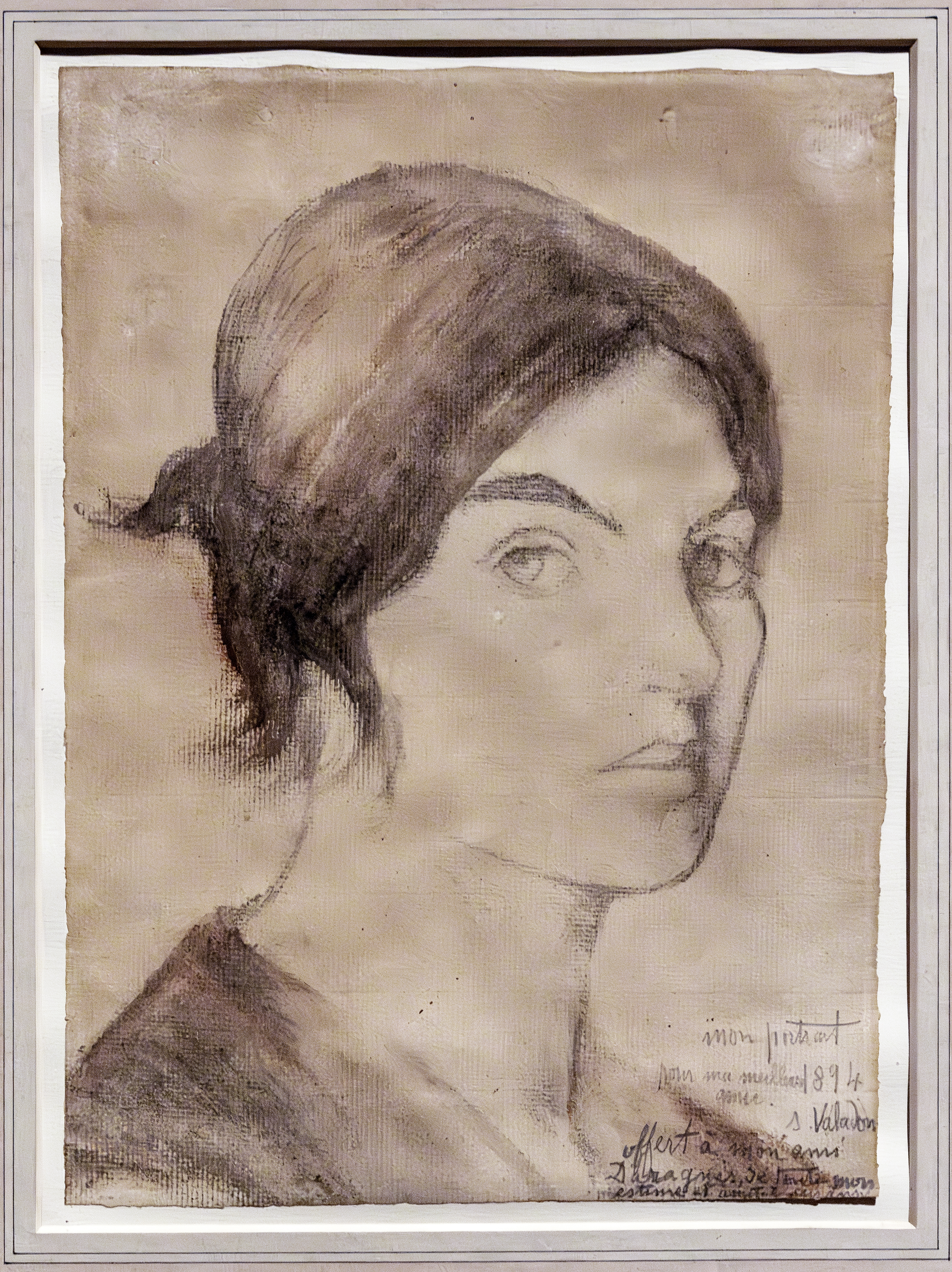
Autoportrait de 1894, crayon sur papier.
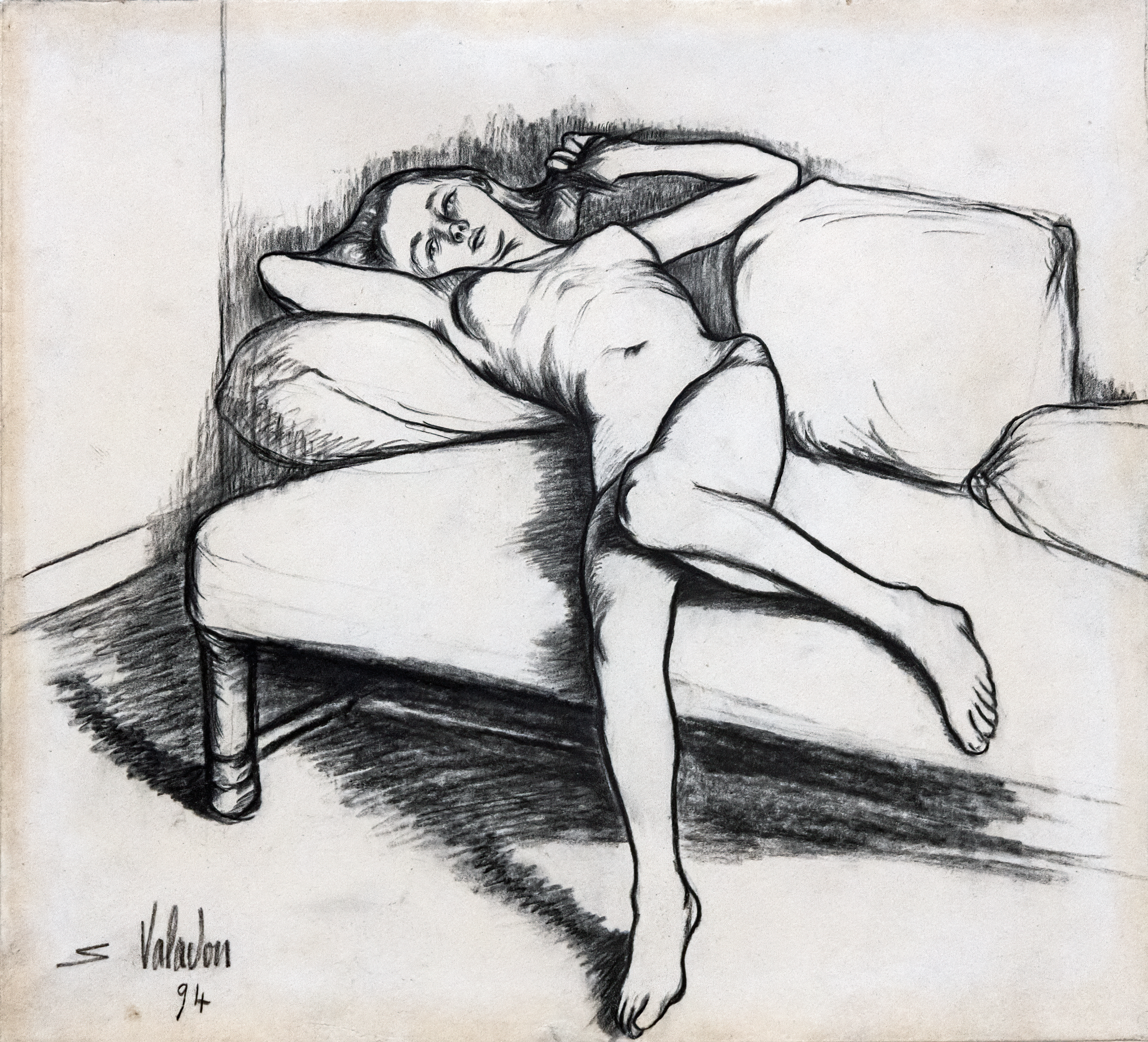
Louise nue sur le canapé (1895), eau-forte, Albi, musée Toulouse-Lautrec.
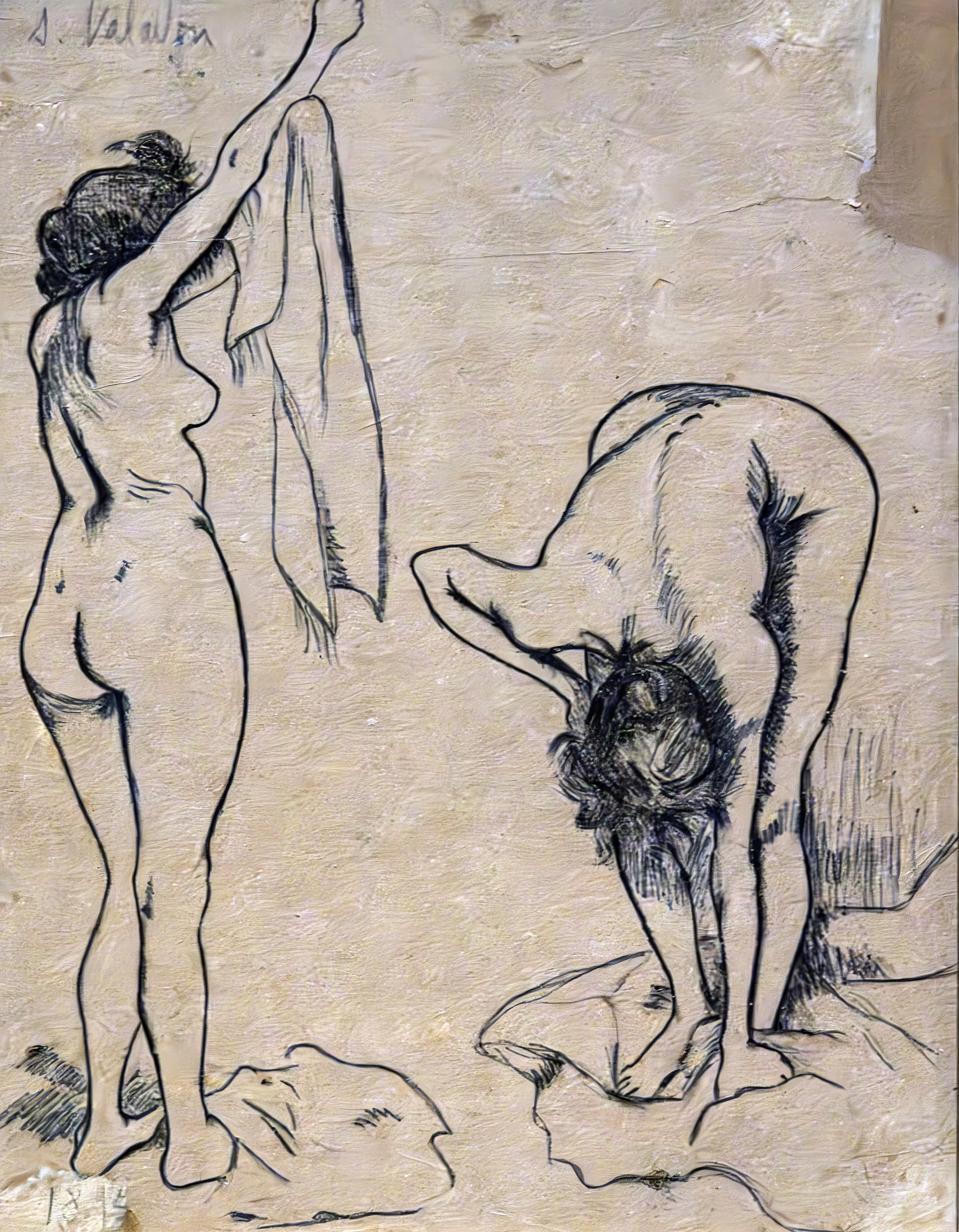
Femmes dans la salle de bain (1895), Crayon sur carton, Signé, Collection Privée.
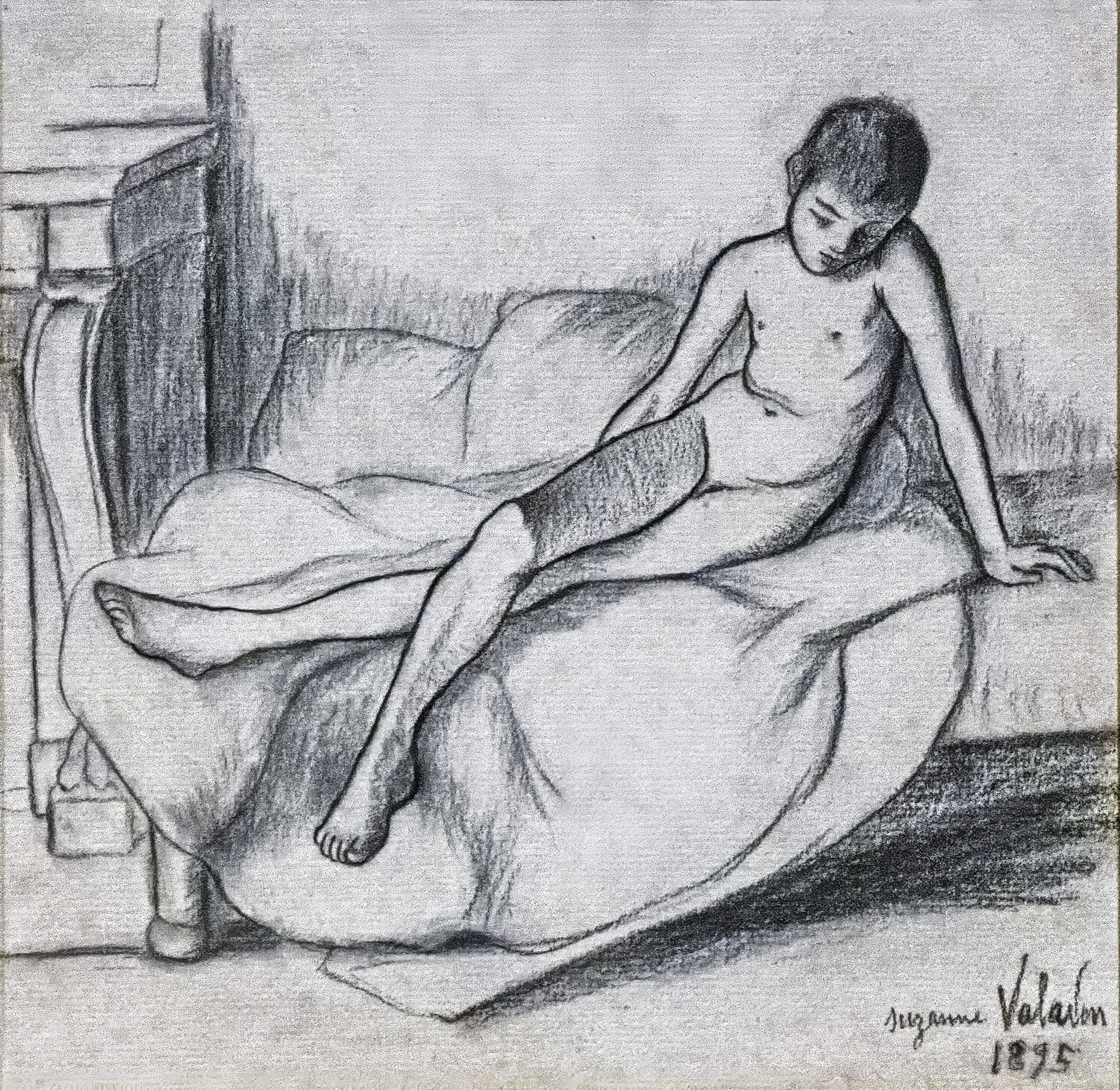
Maurice Utrillo sur un divan (1895), Crayon sur carton, Signé, Collection Privée.
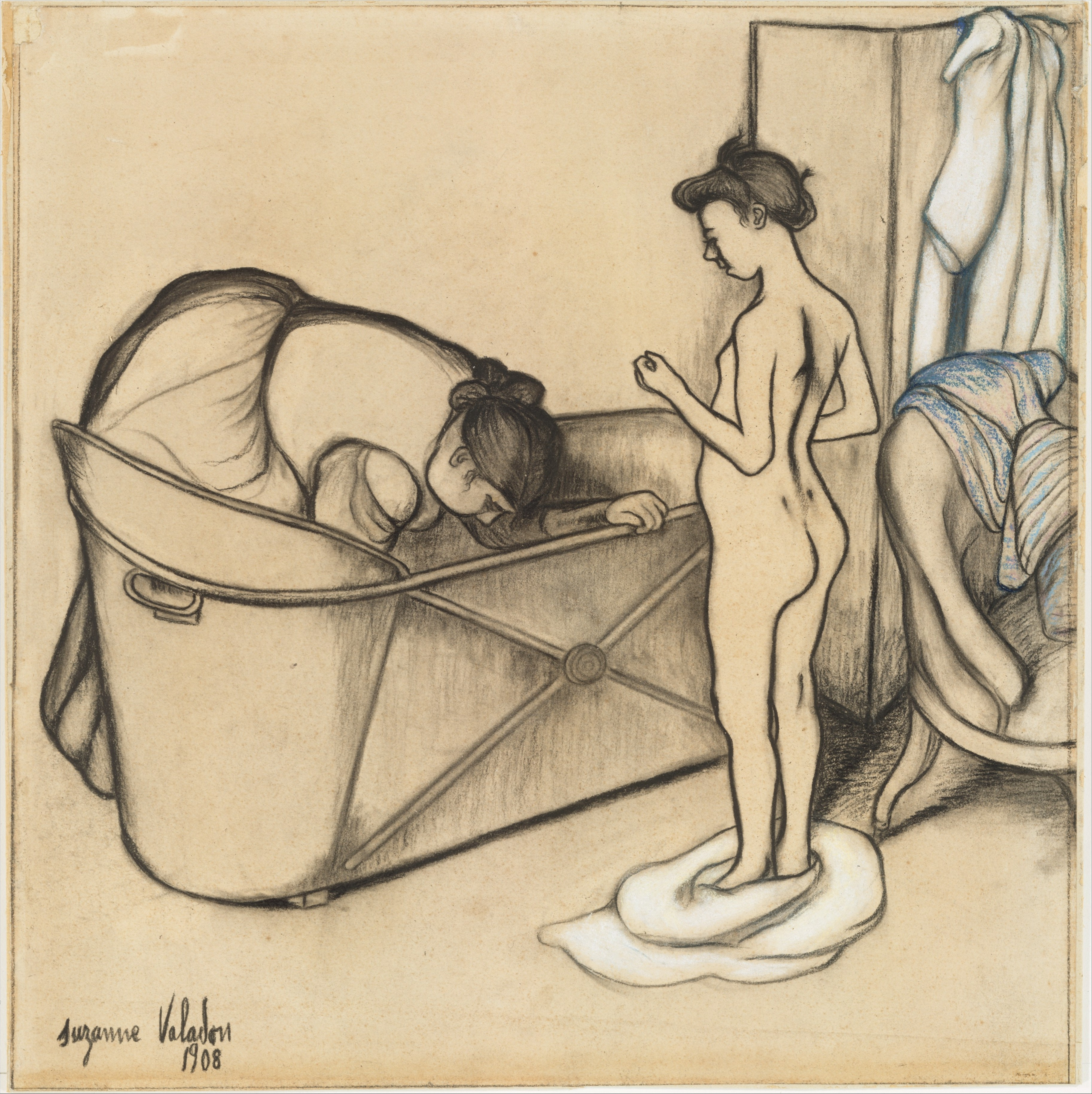
Avant le bain (1908), pierre noire et pastel, New York, Metropolitan Museum of Art.
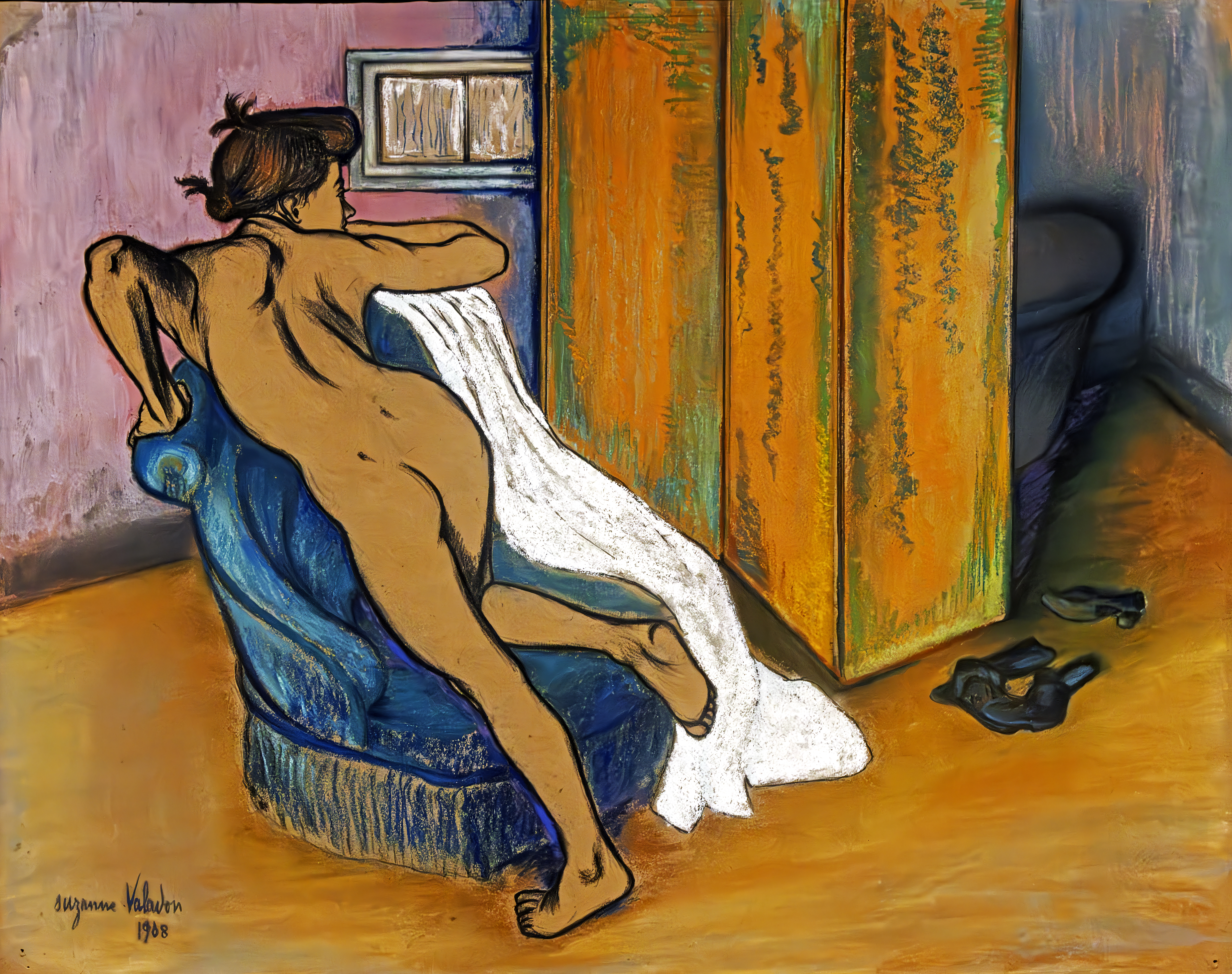
Après le bain (1908), pierre noire et pastel, Genève, Petit Palais.
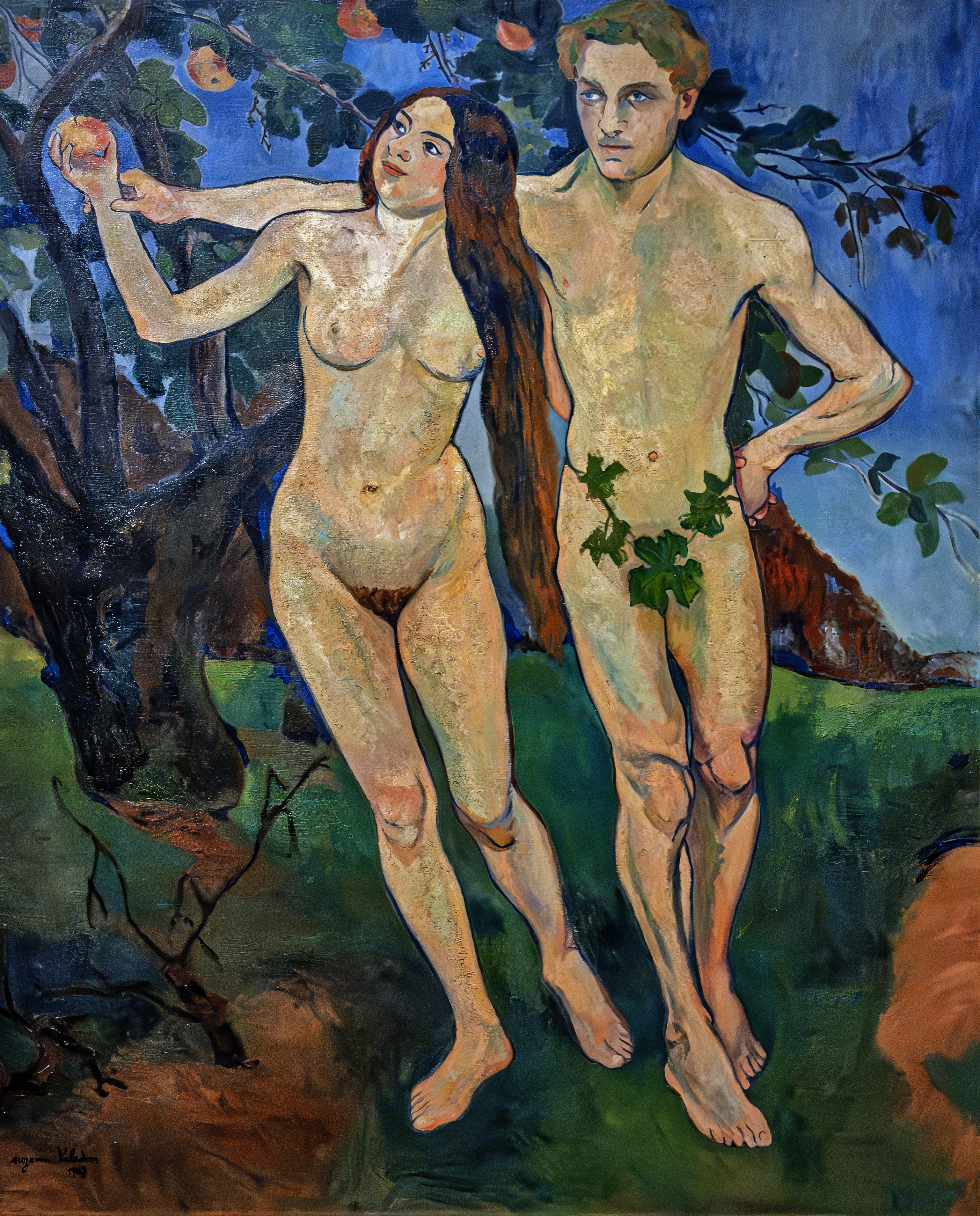
L'été ou Adam et Eve, huile sur toile, (1909) Musée national d'Art moderne.
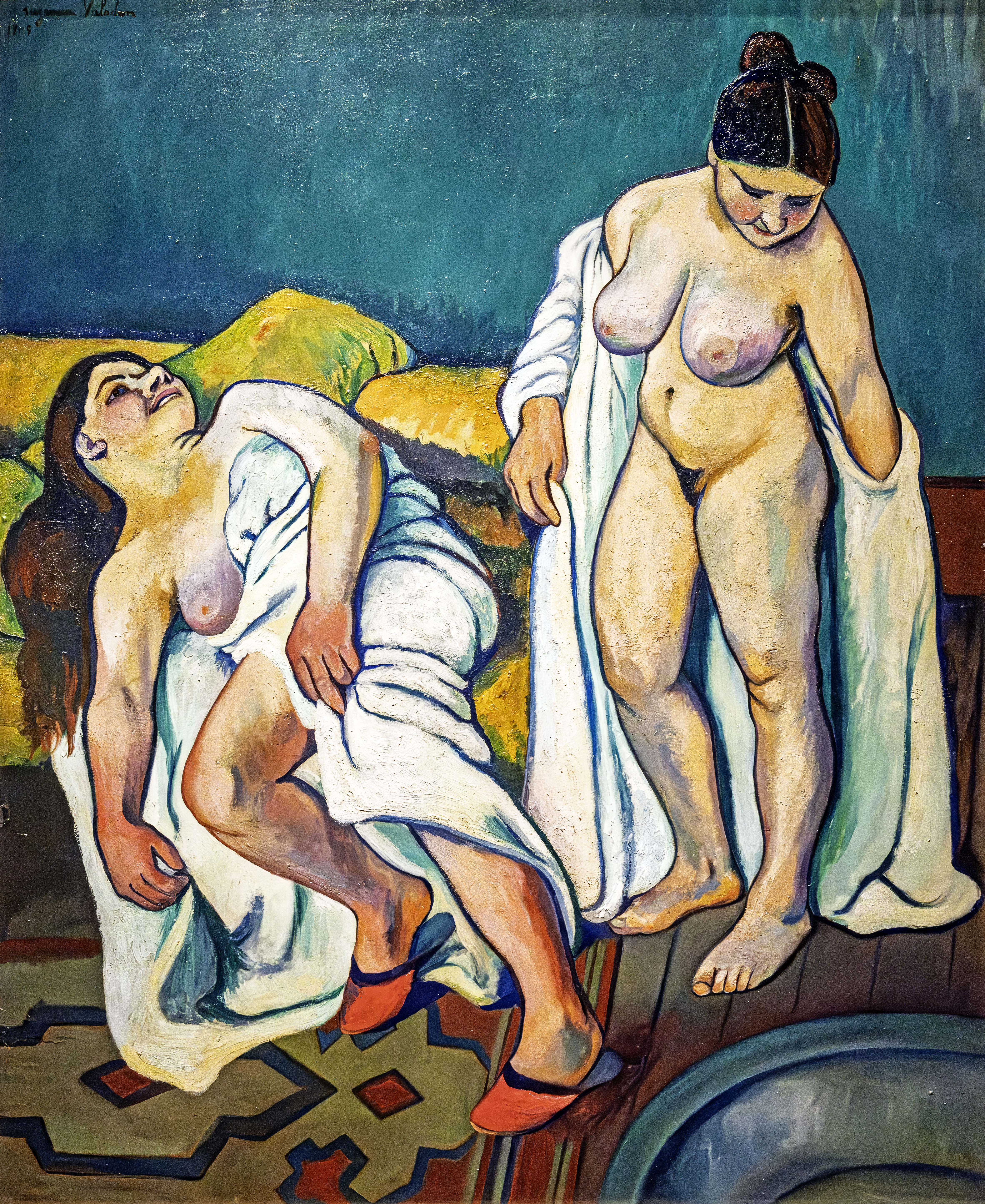
Deux figures , huile sur toile, (1909) Musée national d'Art moderne[23].
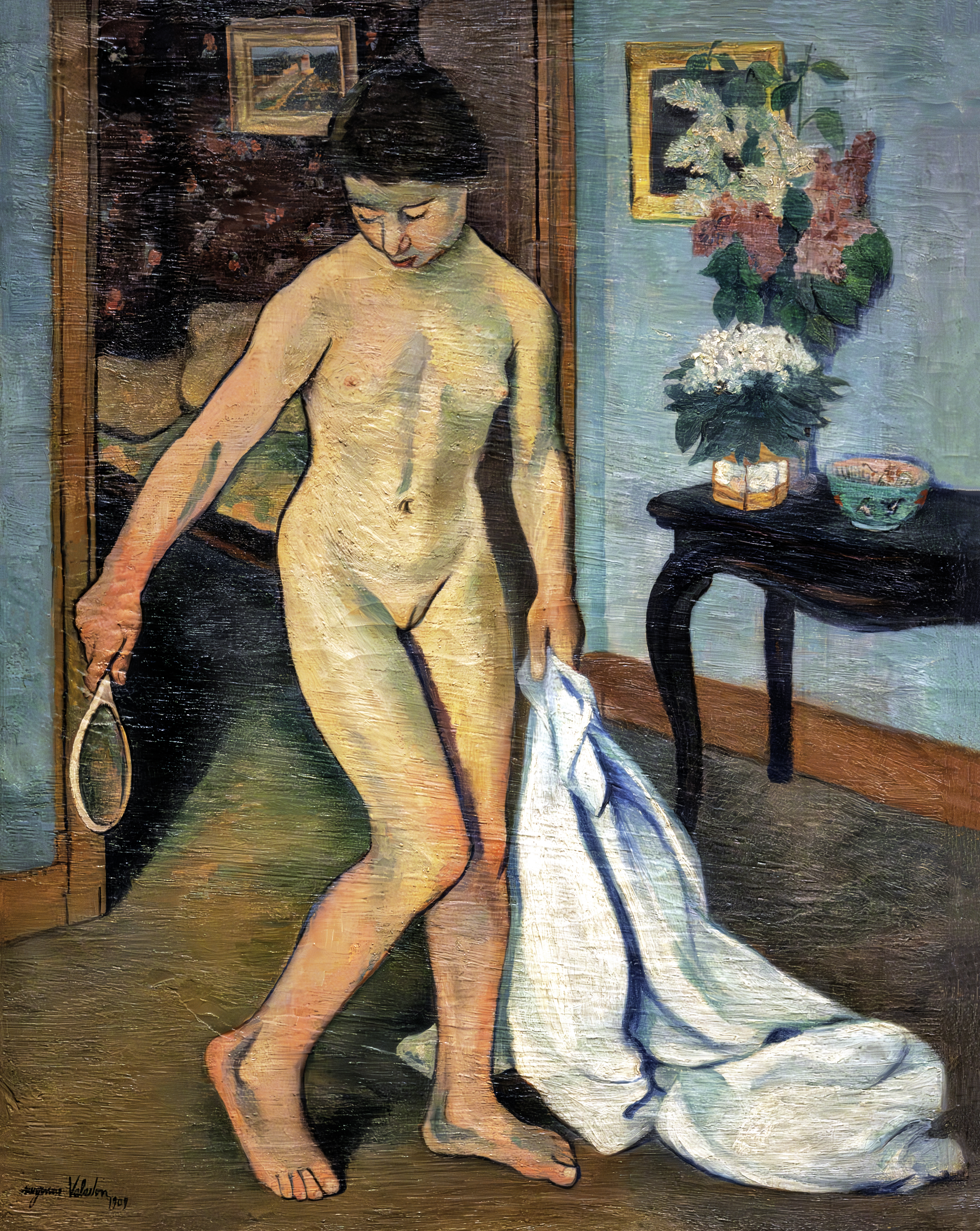
Nu au miroir 1909, huile sur toile, (1909) Musée national d'Art moderne
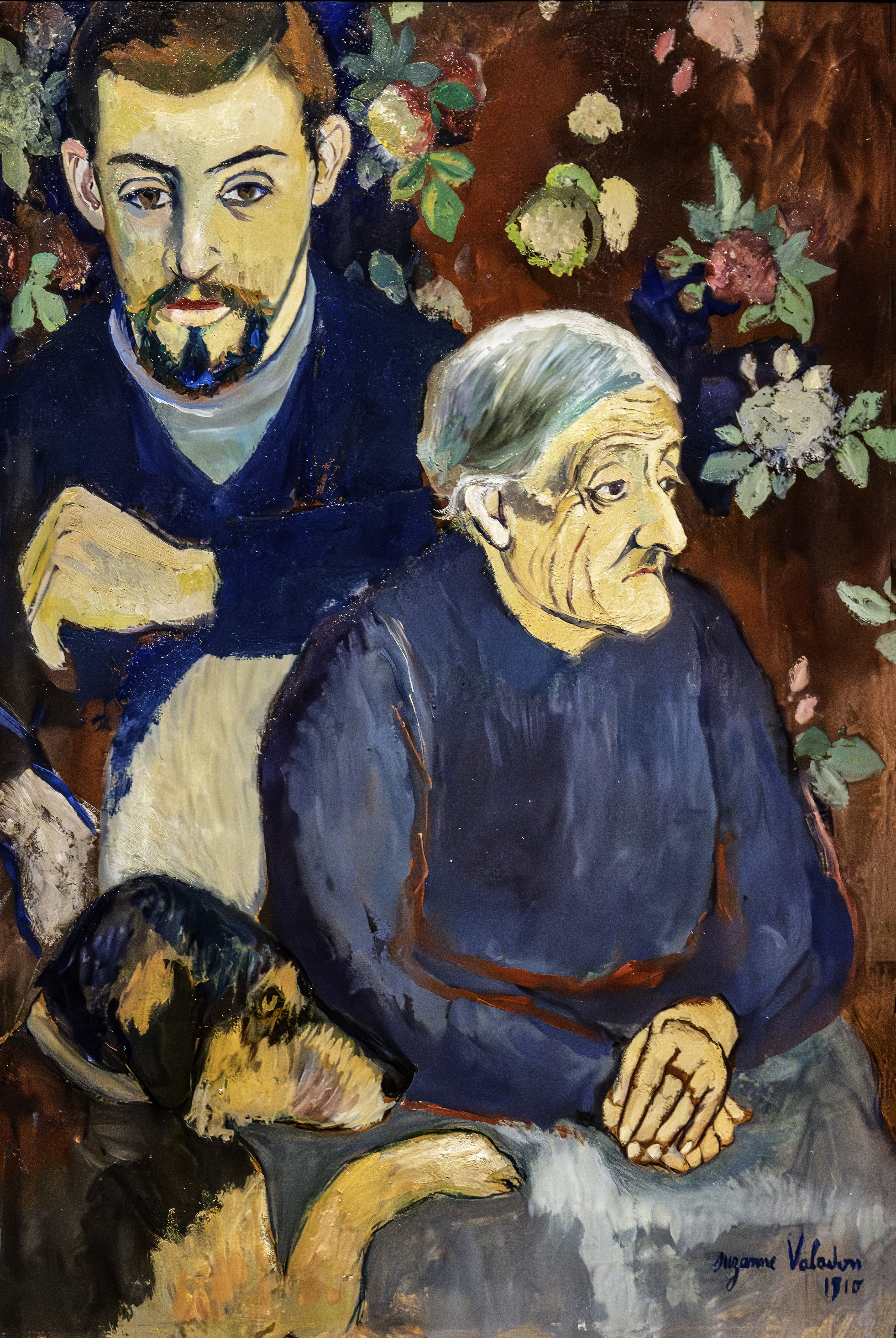
Grand-mère et petit-fils, huile sur carton , (1910) Musée national d'Art moderne.
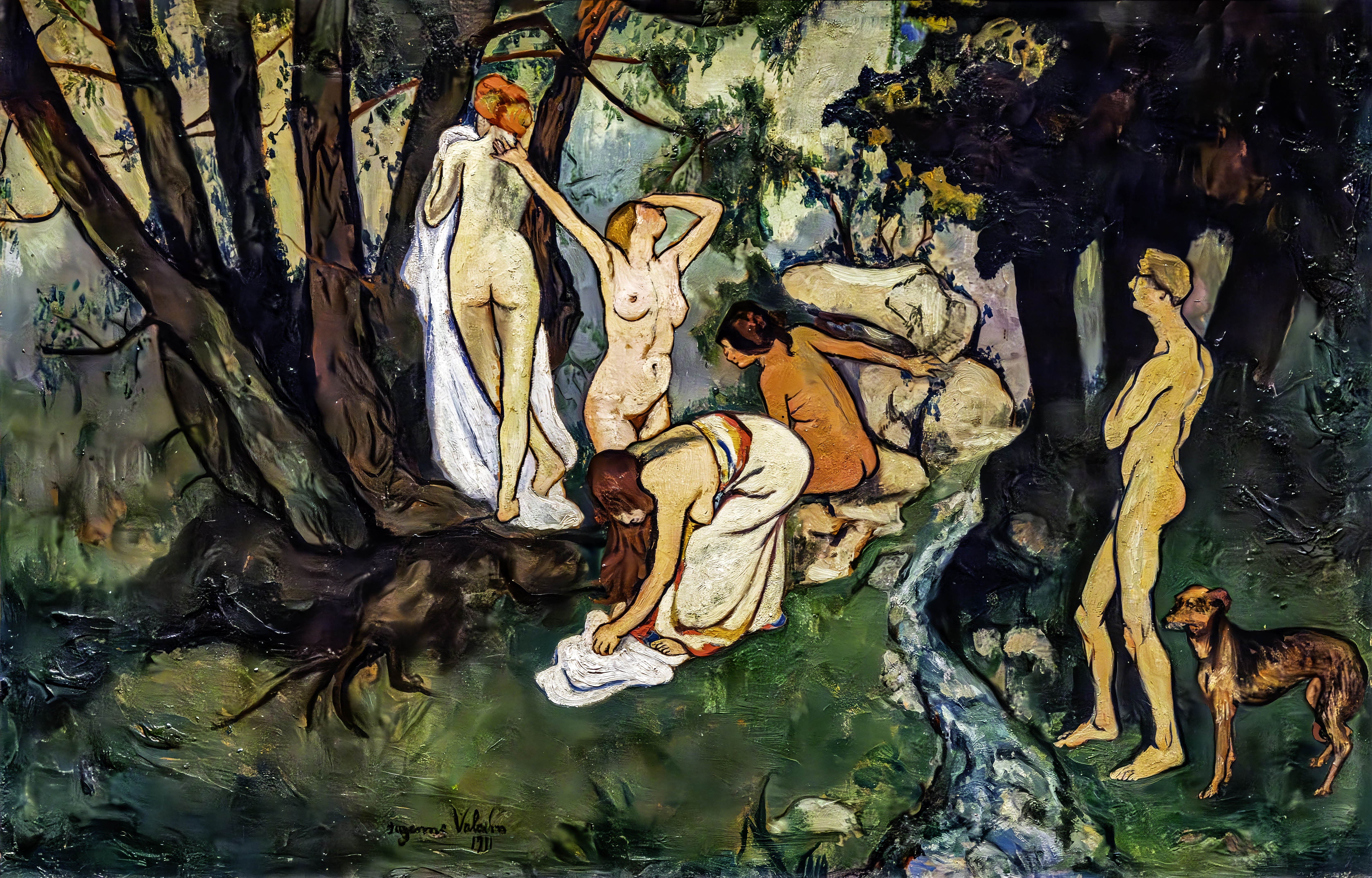
La joie de vivre (1911) huile sur carton, Signé, Collection Privée.
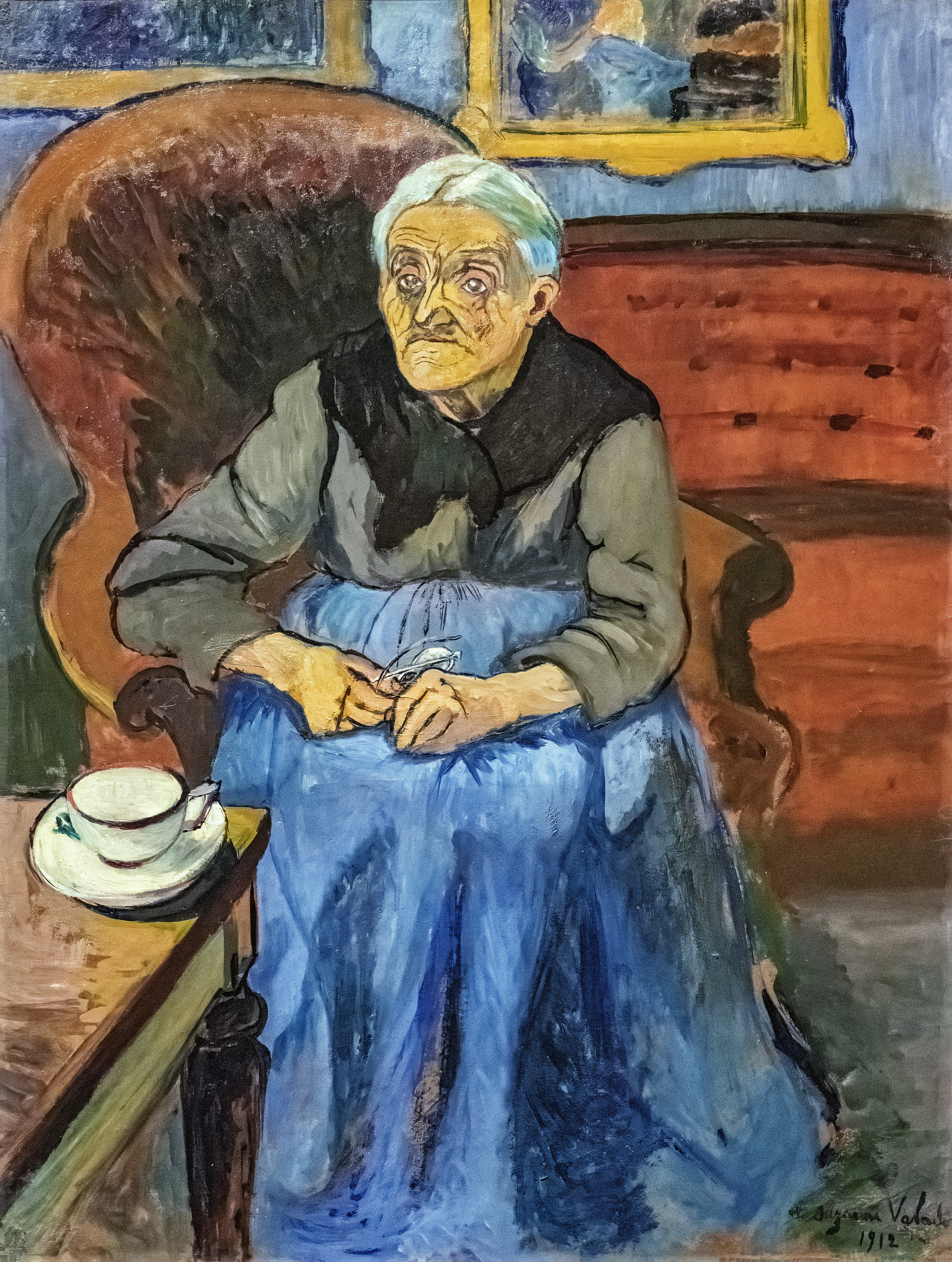
La mère de l'artiste (1912) Musée national d'Art moderne[24].
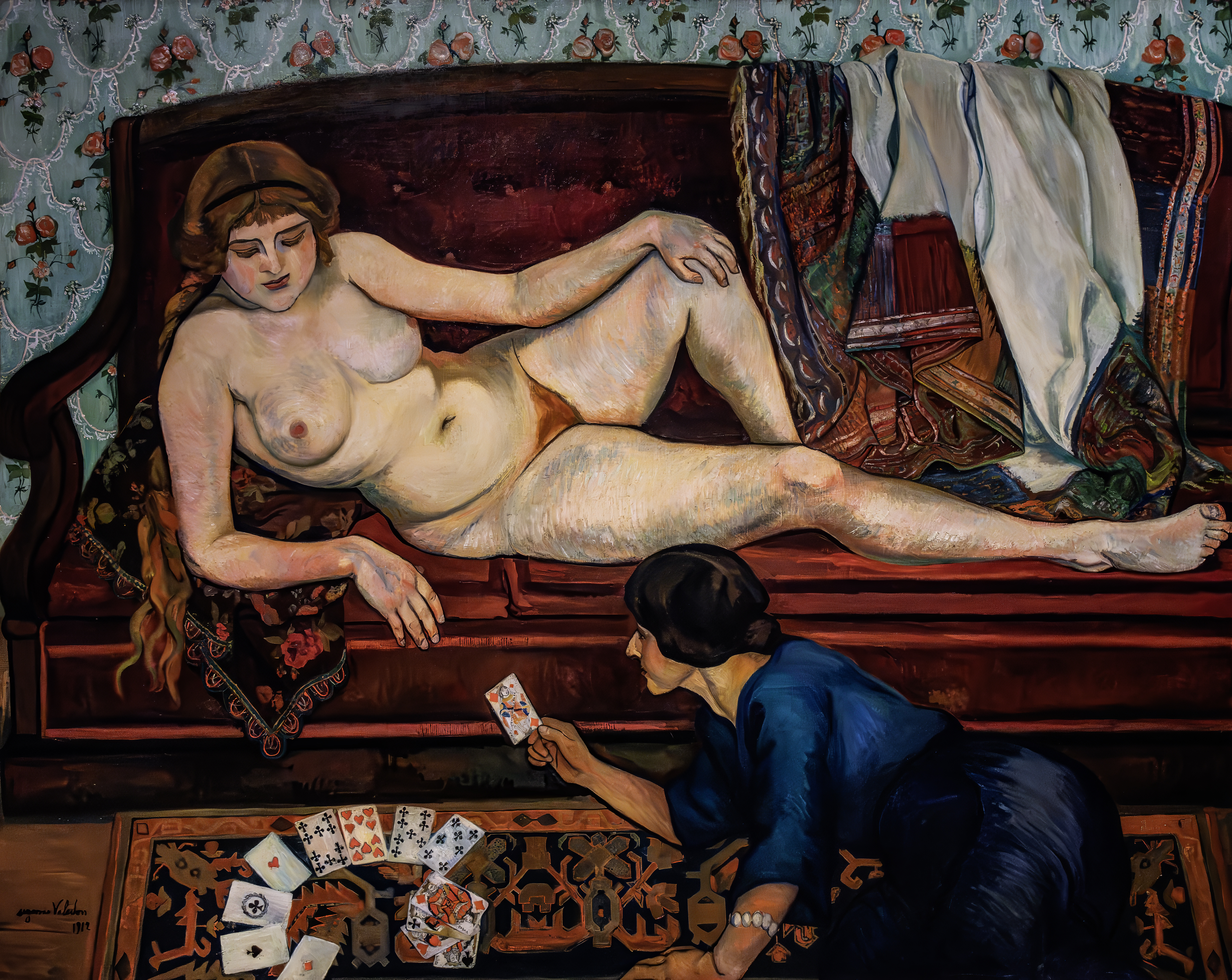
L'avenir révélé ou la diseuse de bonne aventure (1912) Genève, Petit Palais.
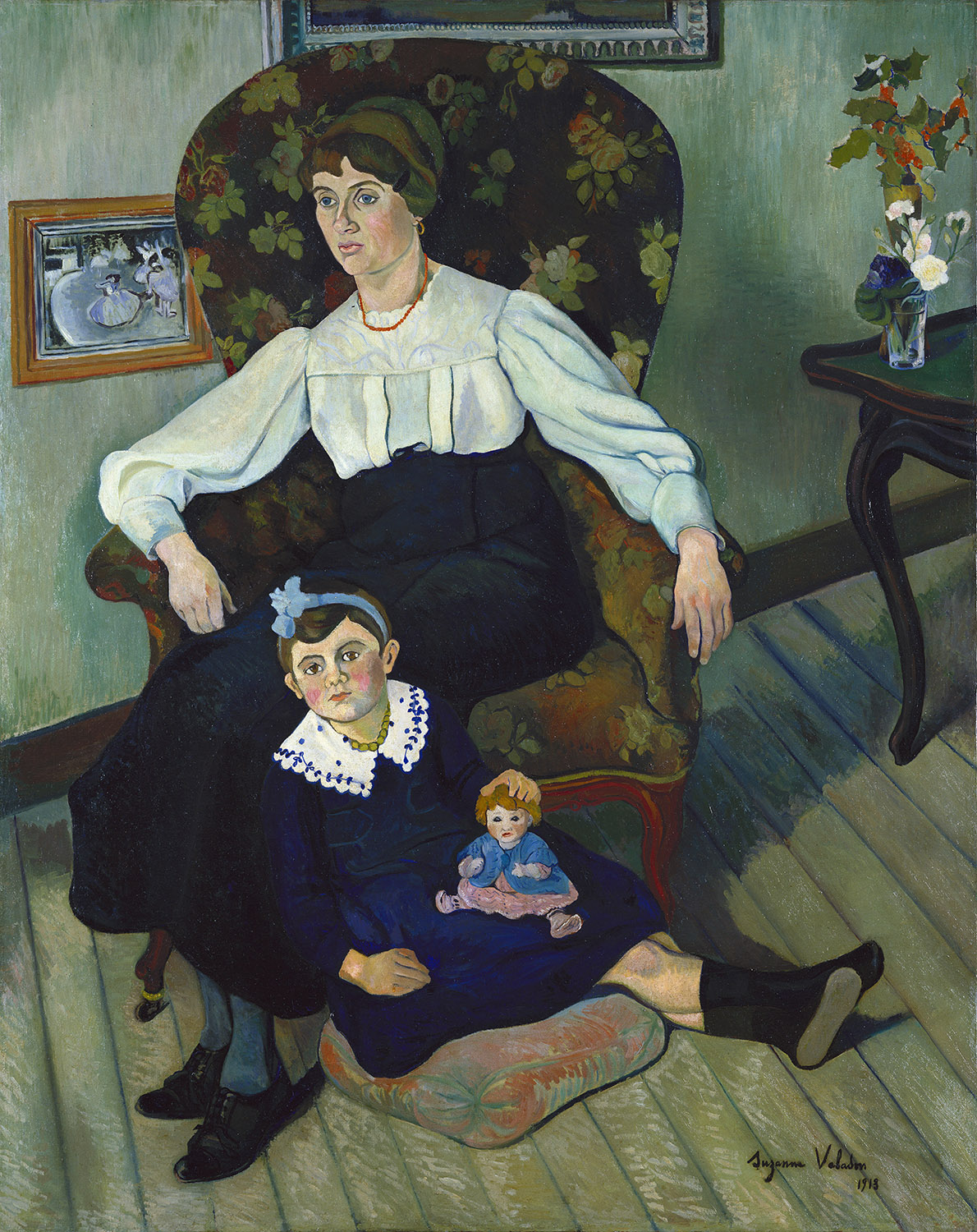
Marie Coca et sa fille (1913), huile sur toile, musée des Beaux-Arts de Lyon.
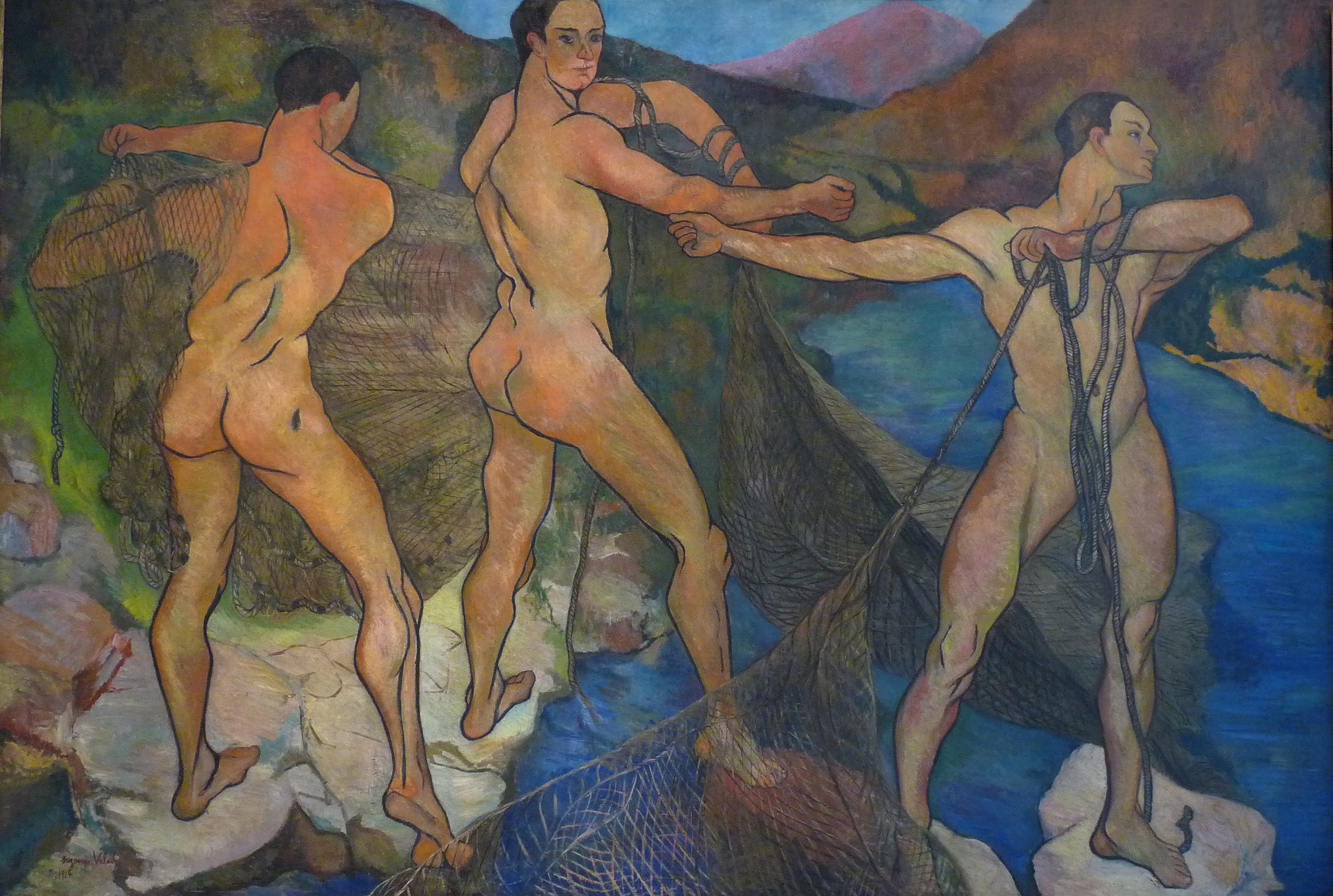
Le Lancement du filet (1914), huile sur toile, musée des Beaux-Arts de Nancy.
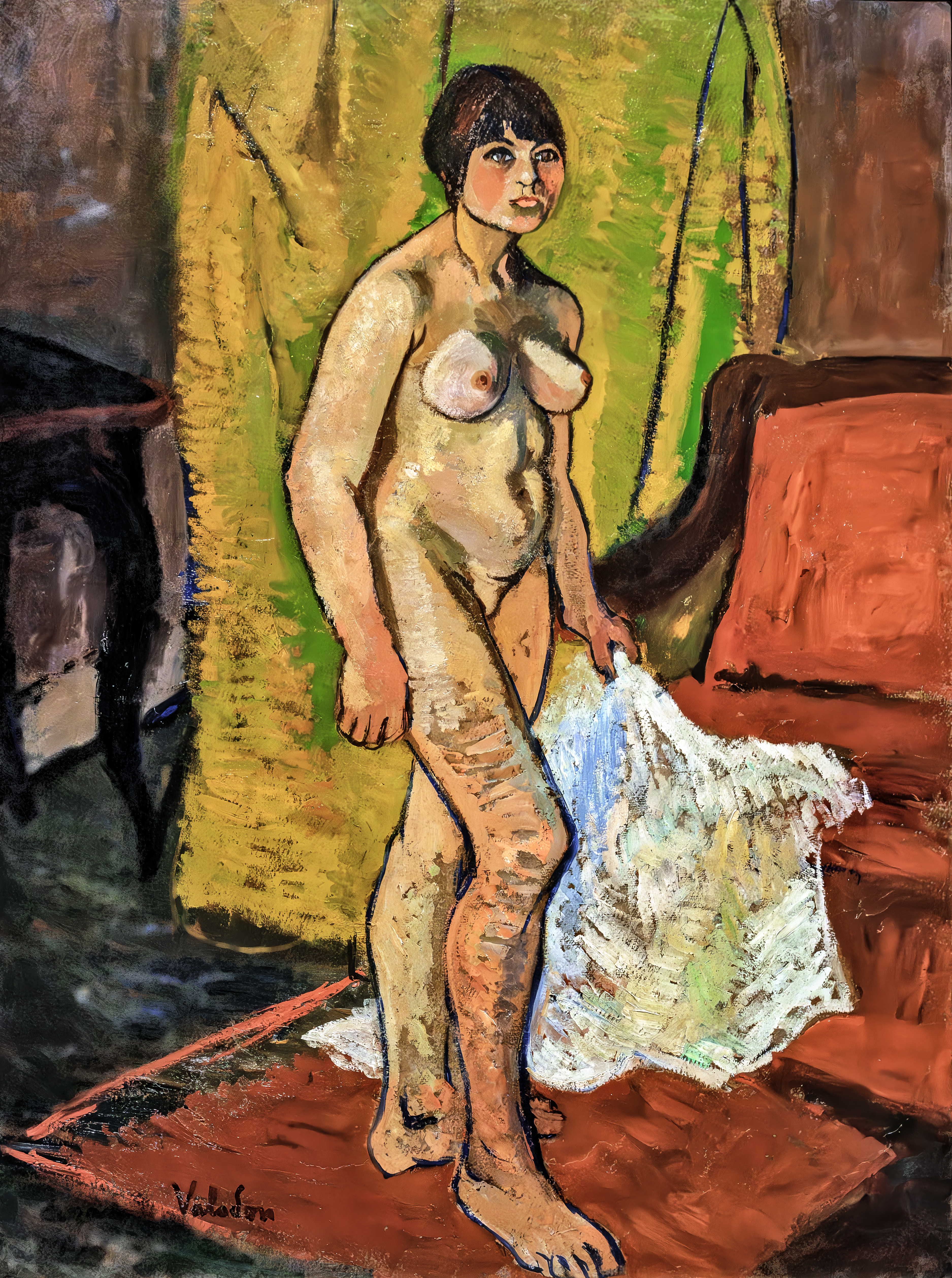
Nu en robe blanche (1914), huile sur toile, Musée Paul-Dini de Villefranche-sur-Saône.
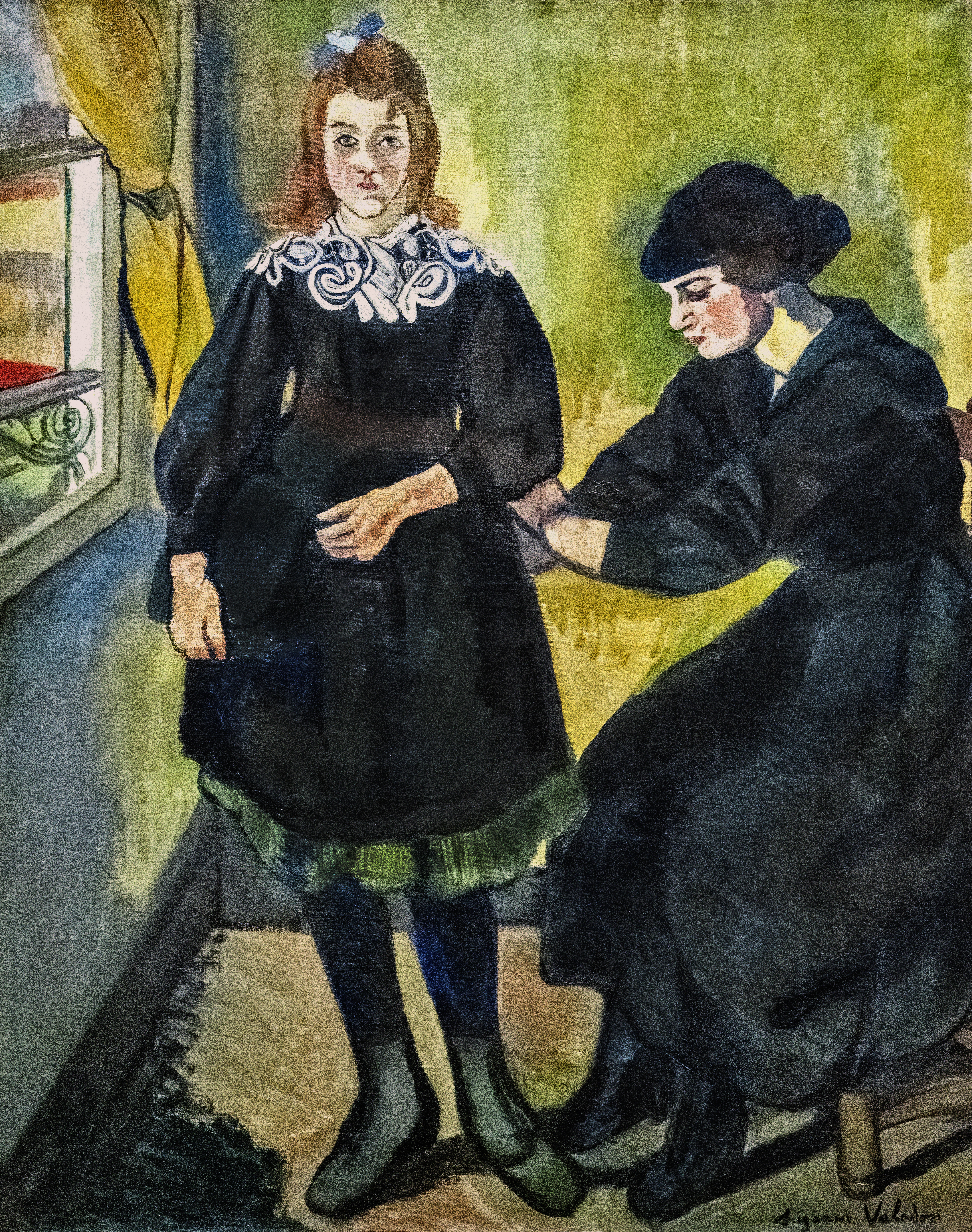
La couturière (1914) huile sur toile, musée national d'Art moderne.
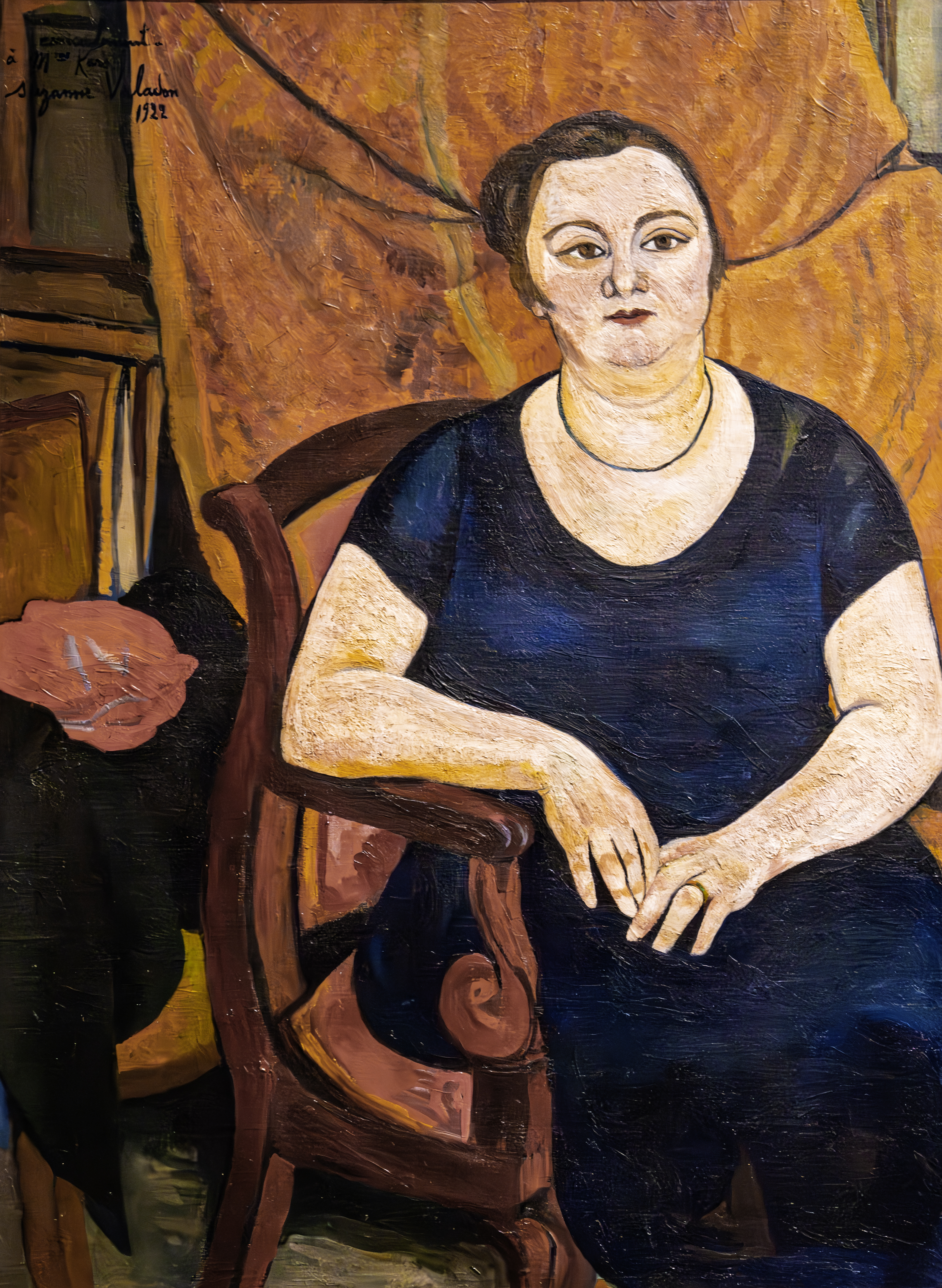
Portrait de Nora Kars (1914) huile sur toile, musée national d'Art moderne[25].
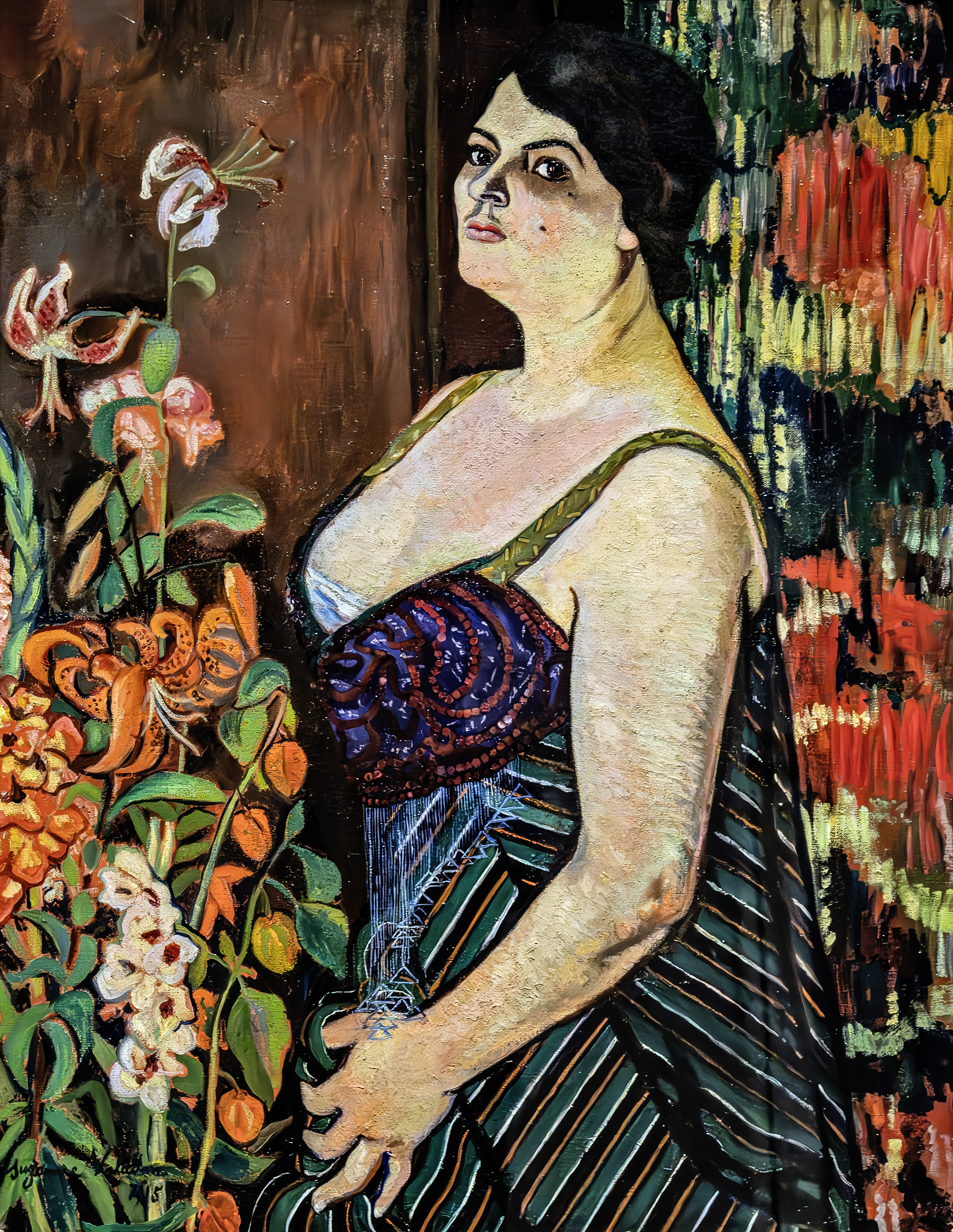
Portrait de Mauricia Coquiot, (1915), huile sur toile, musée national d'Art moderne.
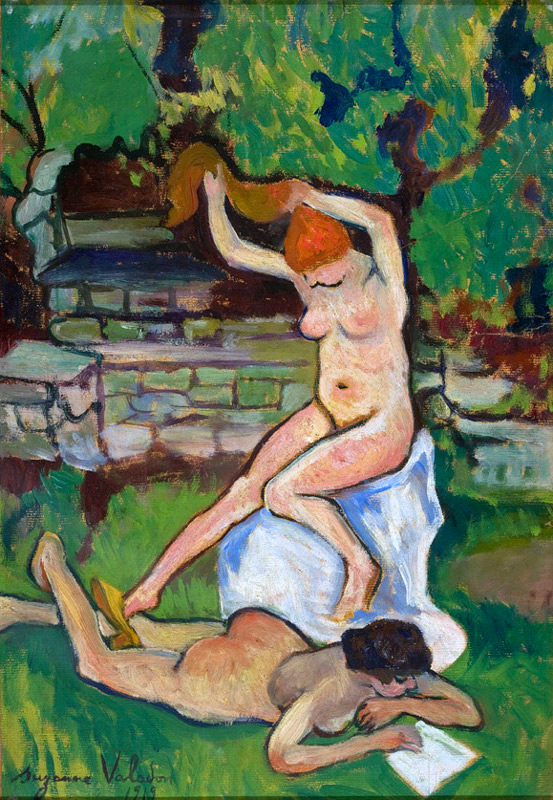
Nus (1919), huile sur toile, musée d'art de São Paulo.
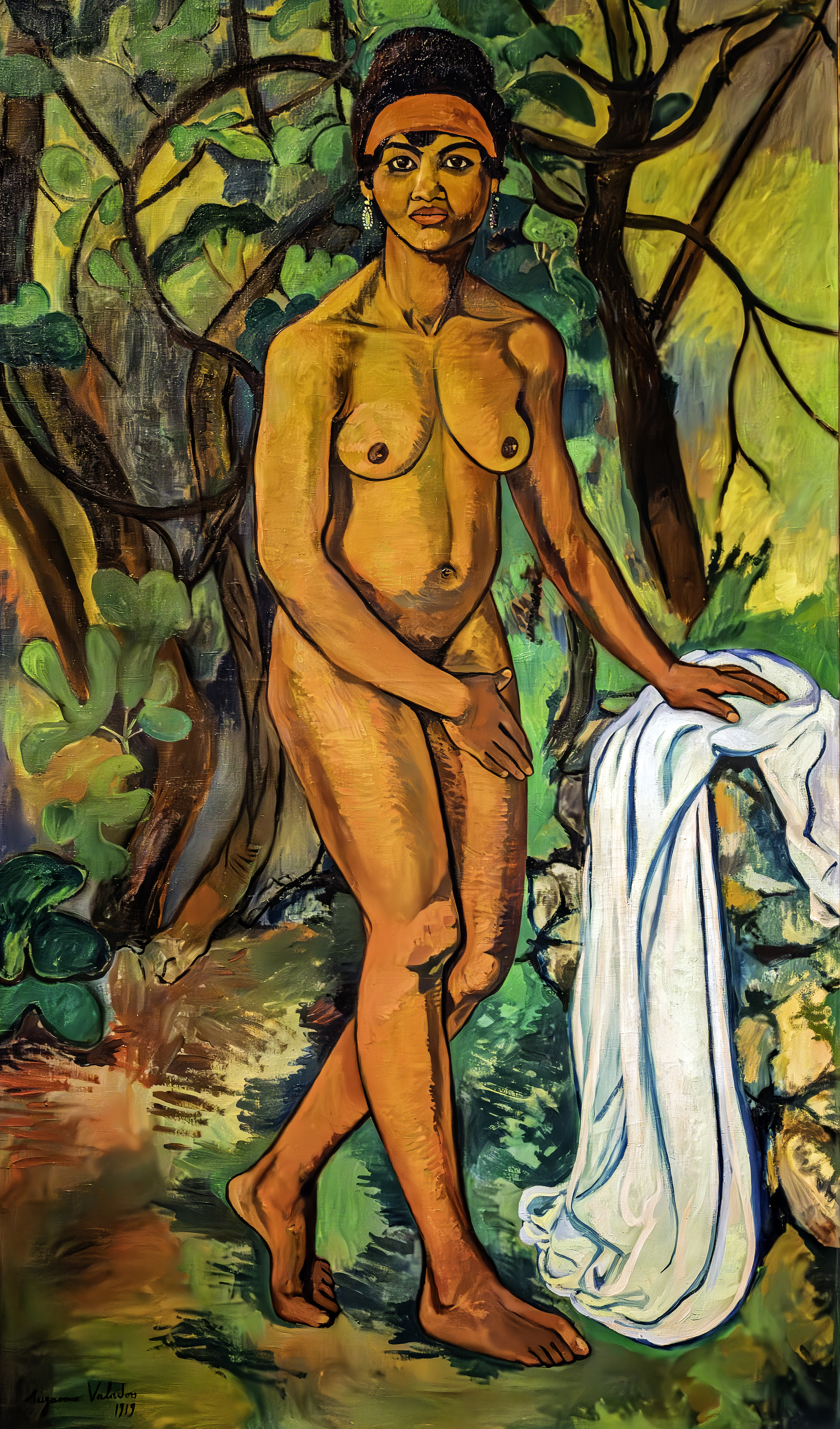
Vénus noire (1919), huile sur toile, Paris, musée national d'Art moderne.
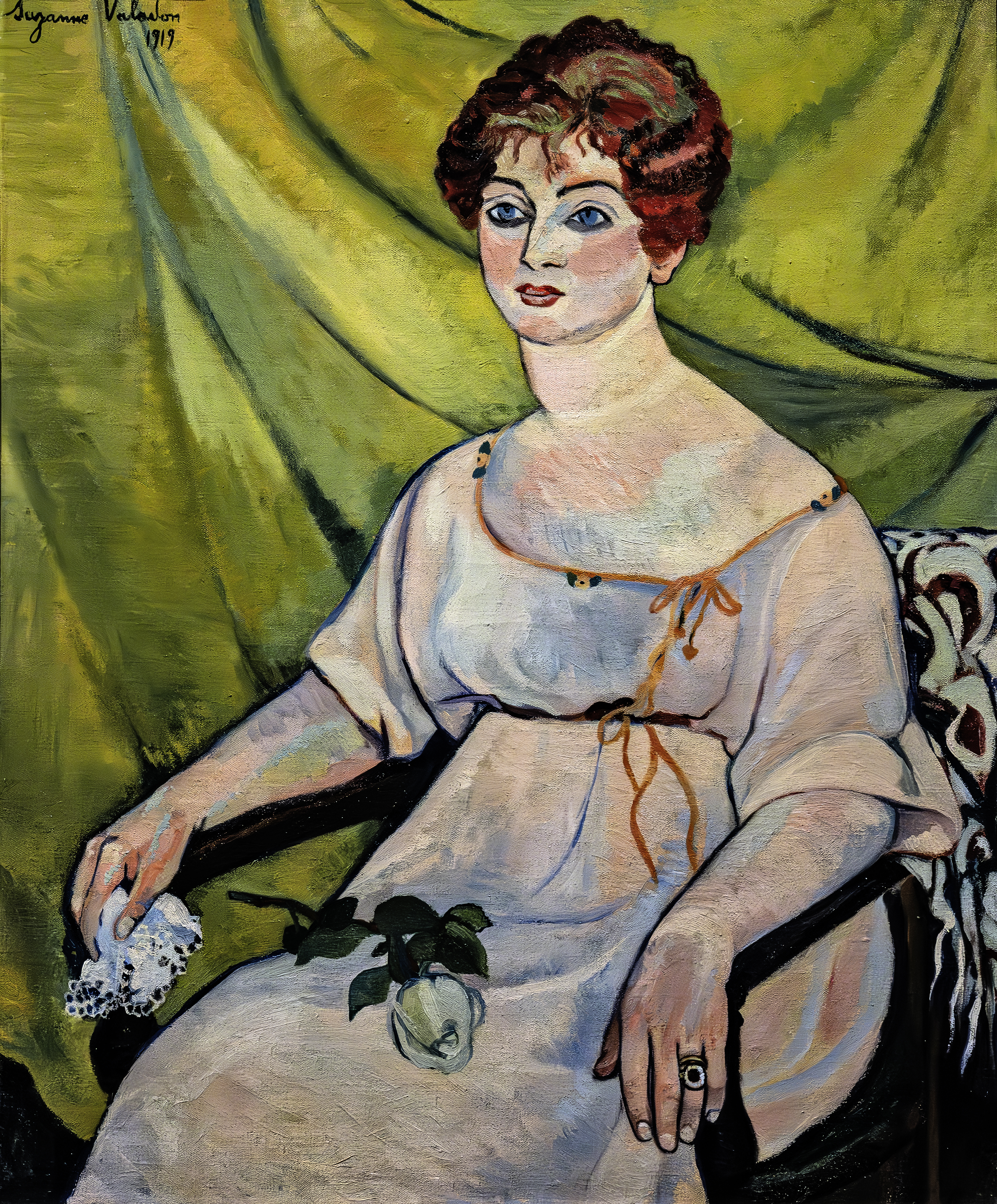
Femme dans un fauteuil. Portrait de Madame G. (1919)  huile sur toile, Collection particulière France.
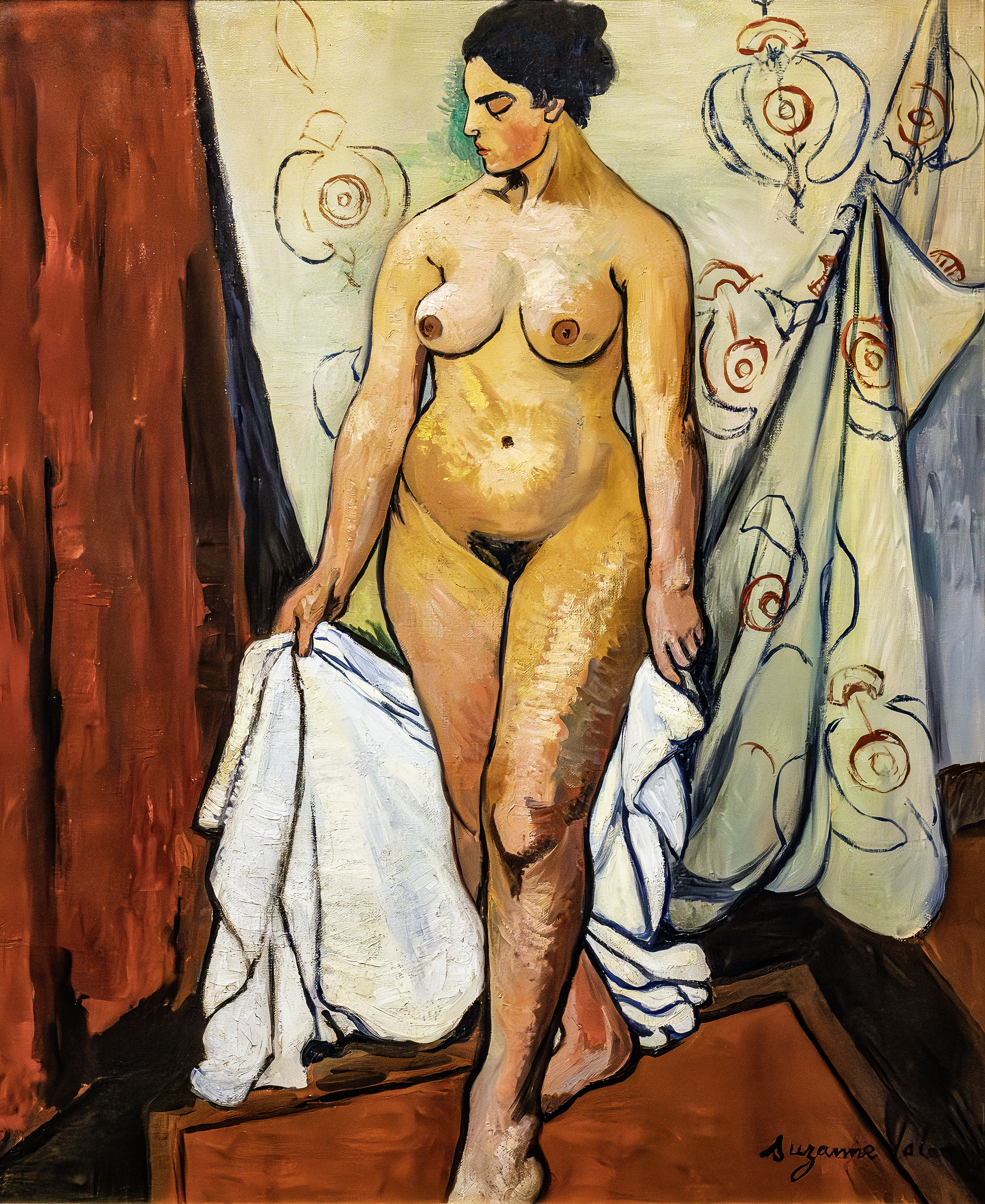
Femme nue en draperie(1919), huile sur toile, Genève, Petit Palais.
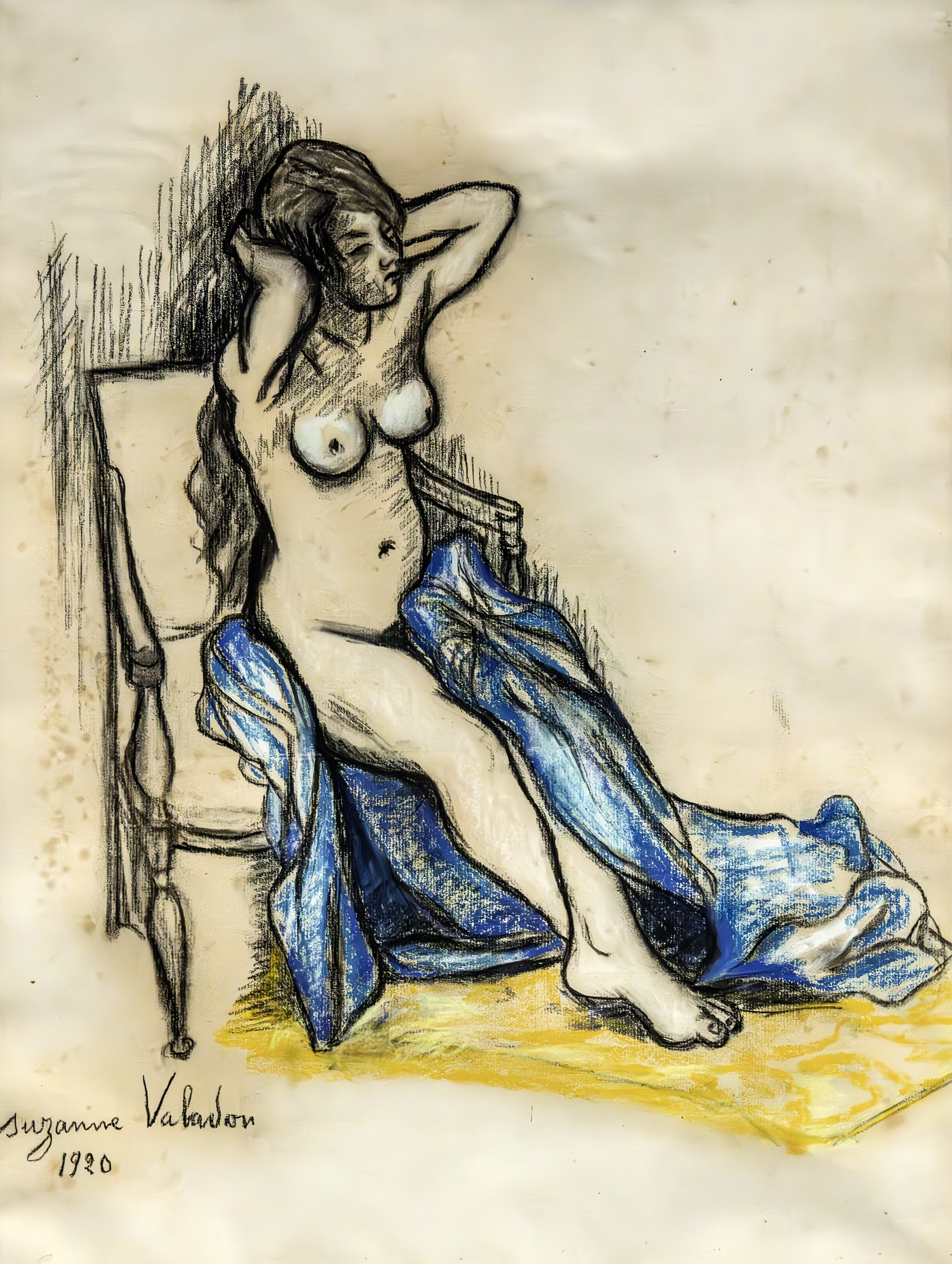
Nu assis (1920),  Fusain et pastel sur papier, Collection de David E. Weisman et Jacqueline E. Michel musée de Montmartre.
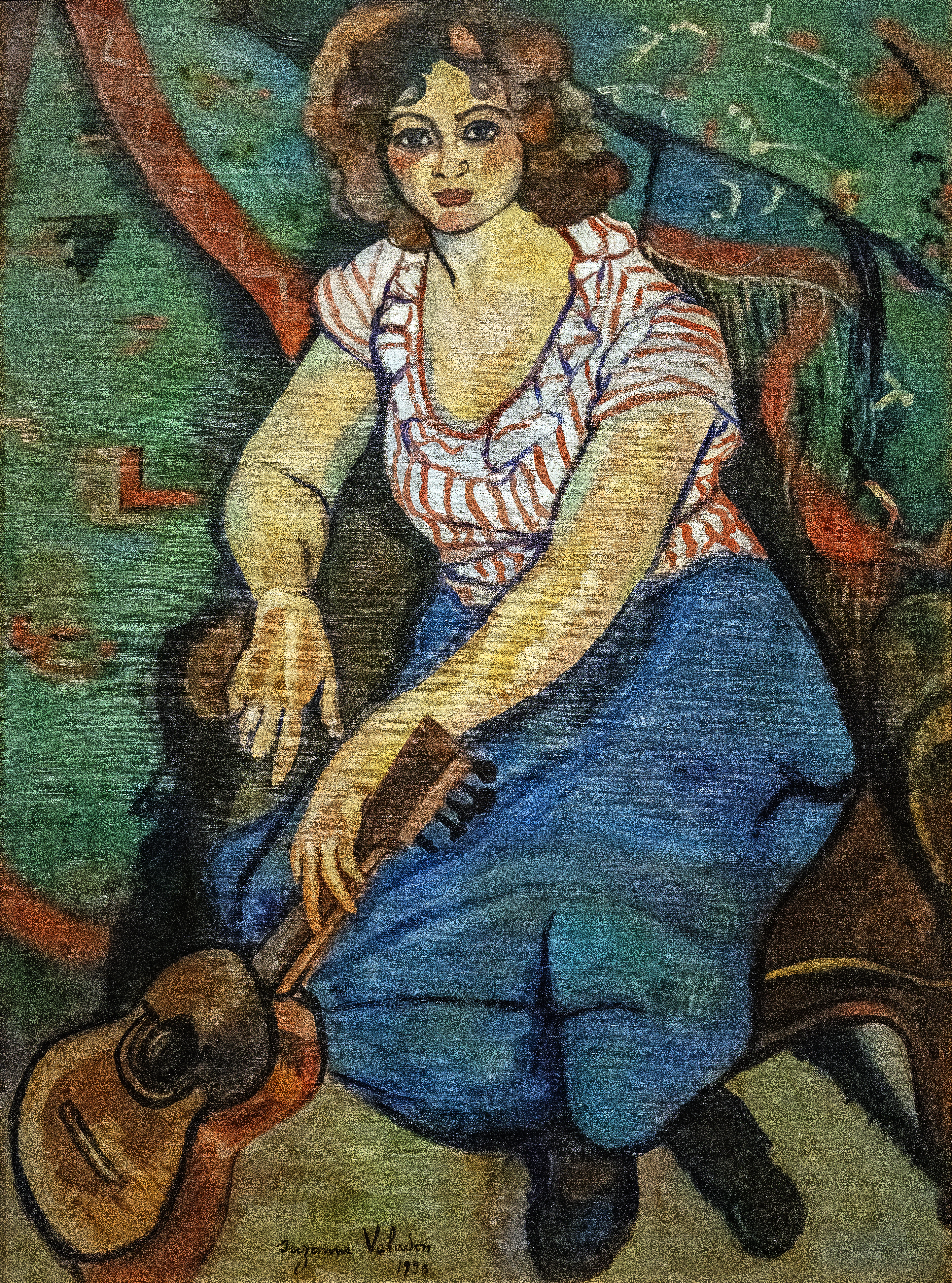
Femme à la guitare (1920)  huile sur toile, Collection particulière France.
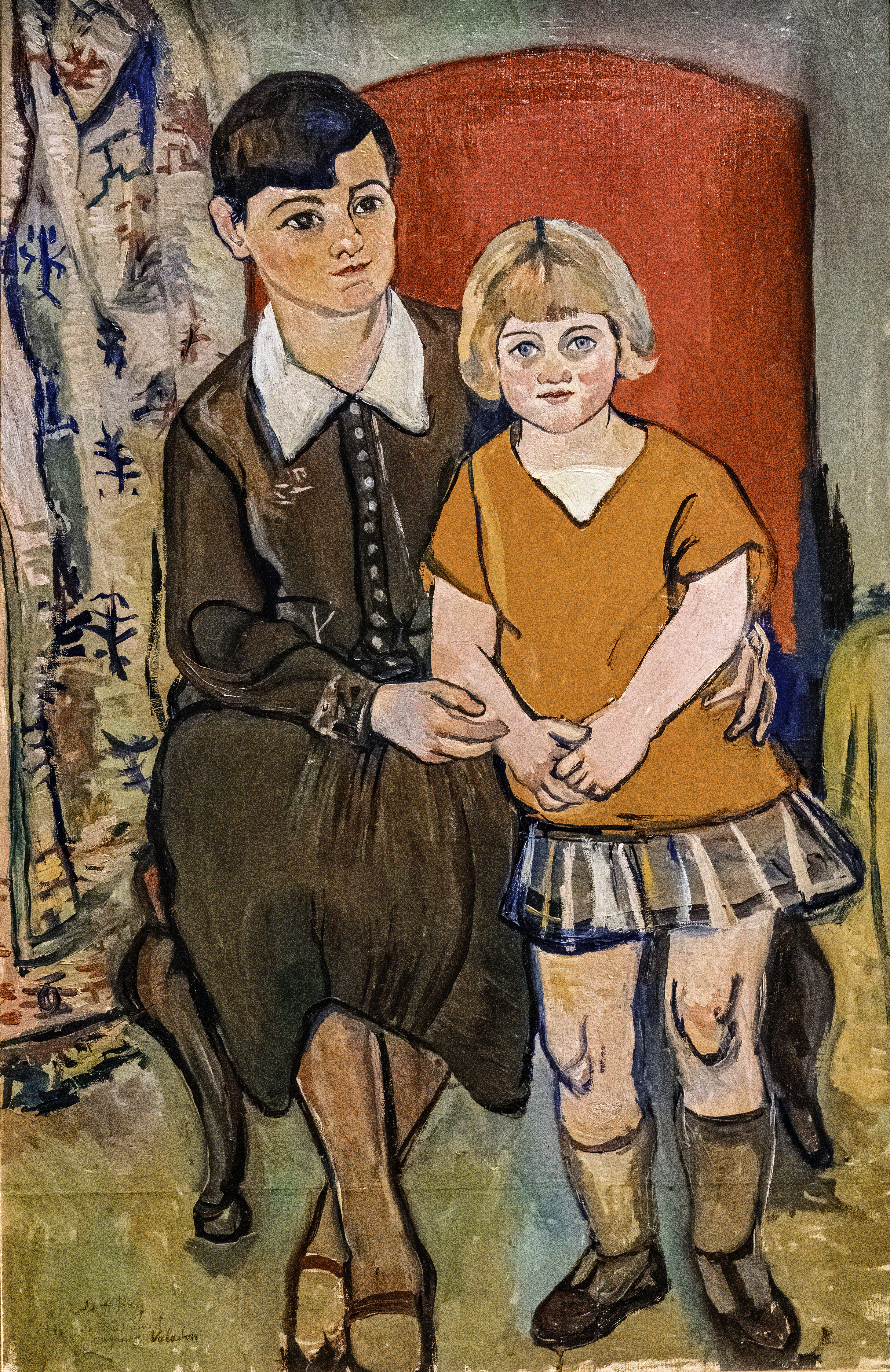
Madame Robert Rey et sa fille Sylvie , (1920), Collection Lucien Arkas.
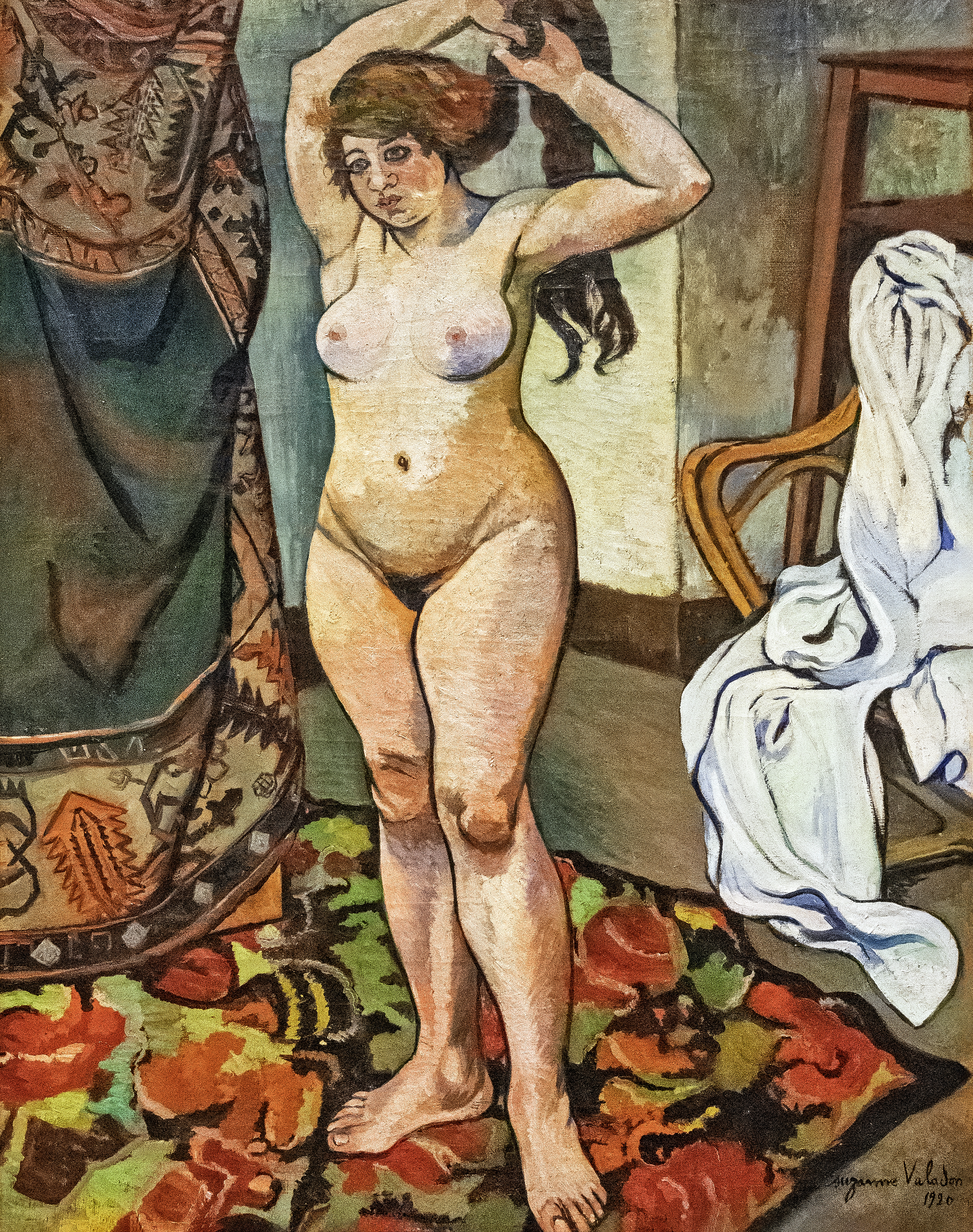
Gilberte nue se peignant, (1920), Collection particulière.
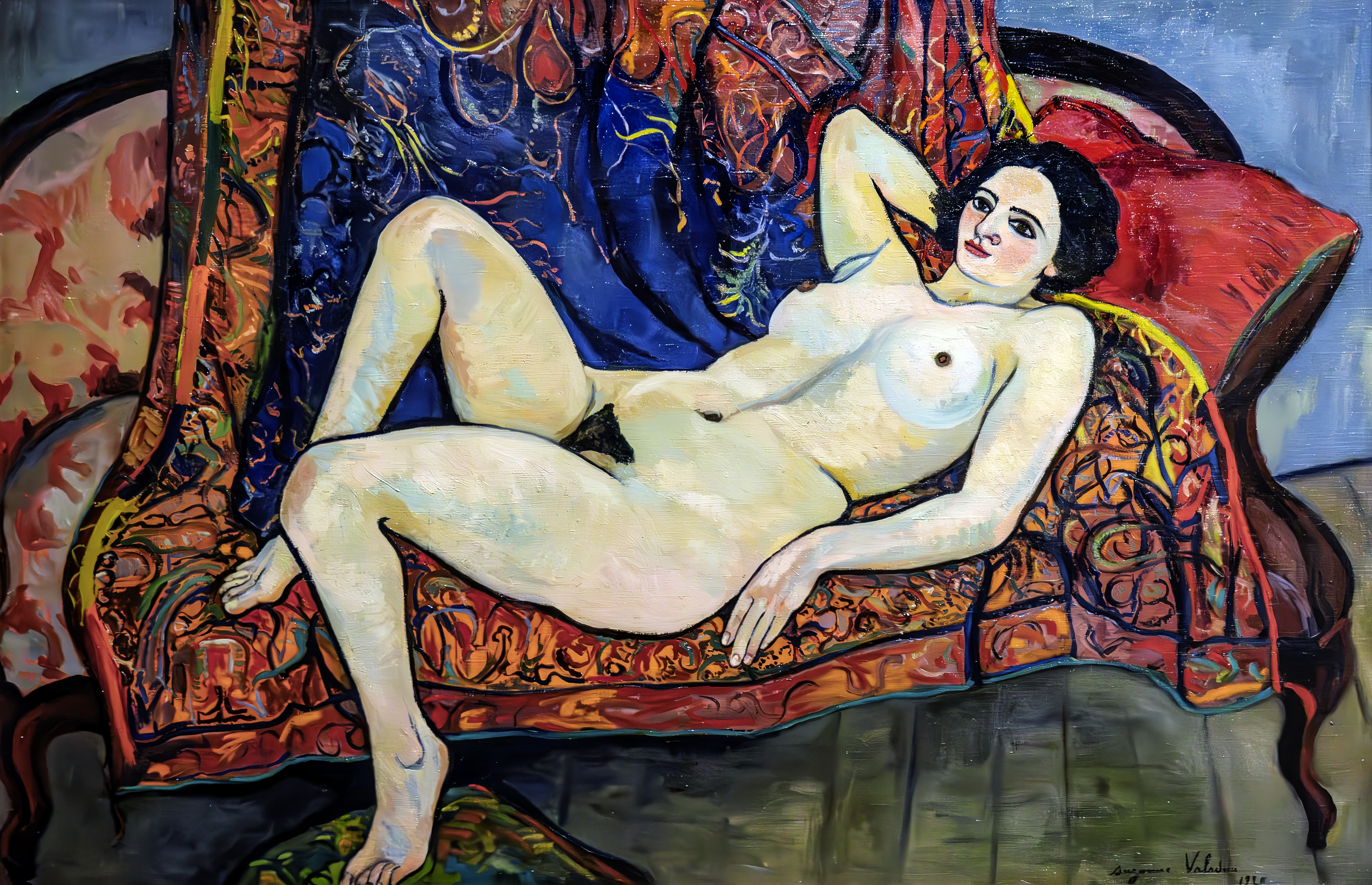
Nue sur un canapé rouge, (1920) Genève, Petit Palais.
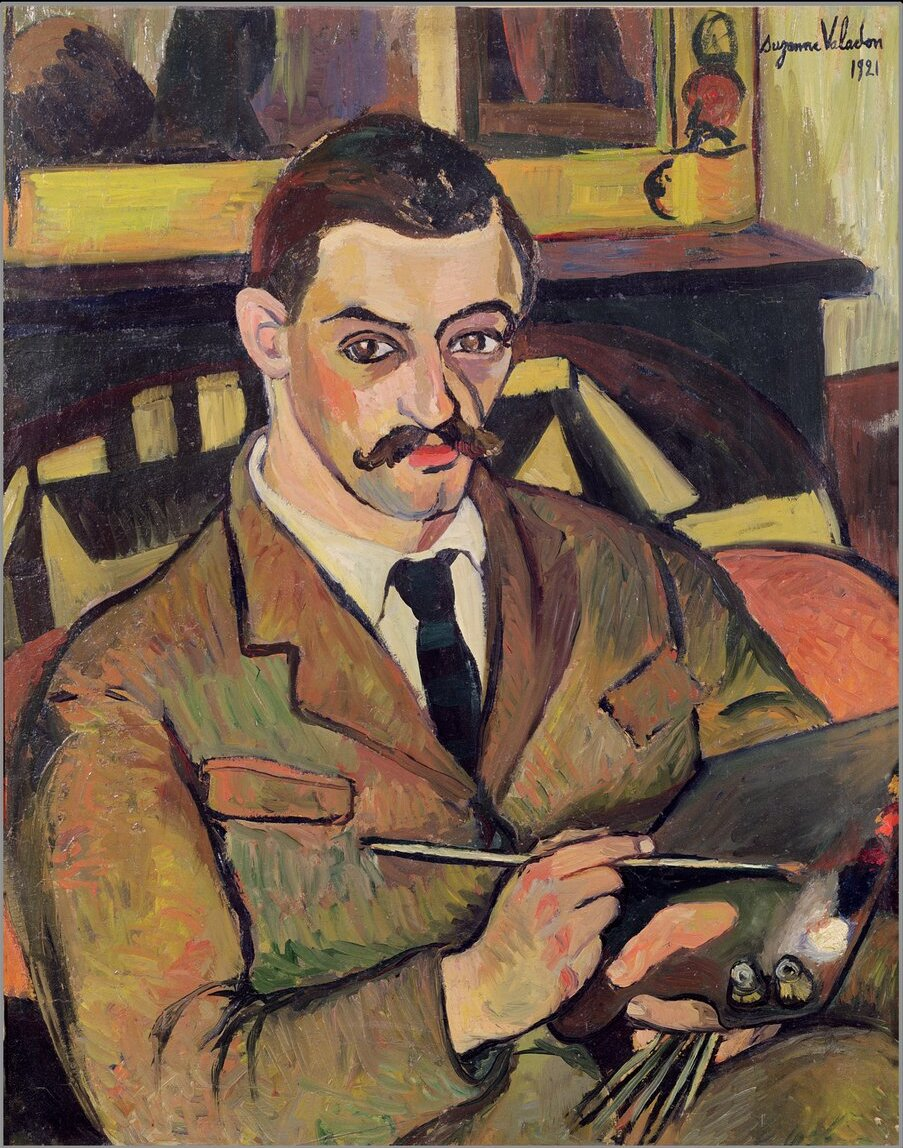
Portrait de Maurice Utrillo (1921), huile sur toile, Paris, musée de Montmartre.
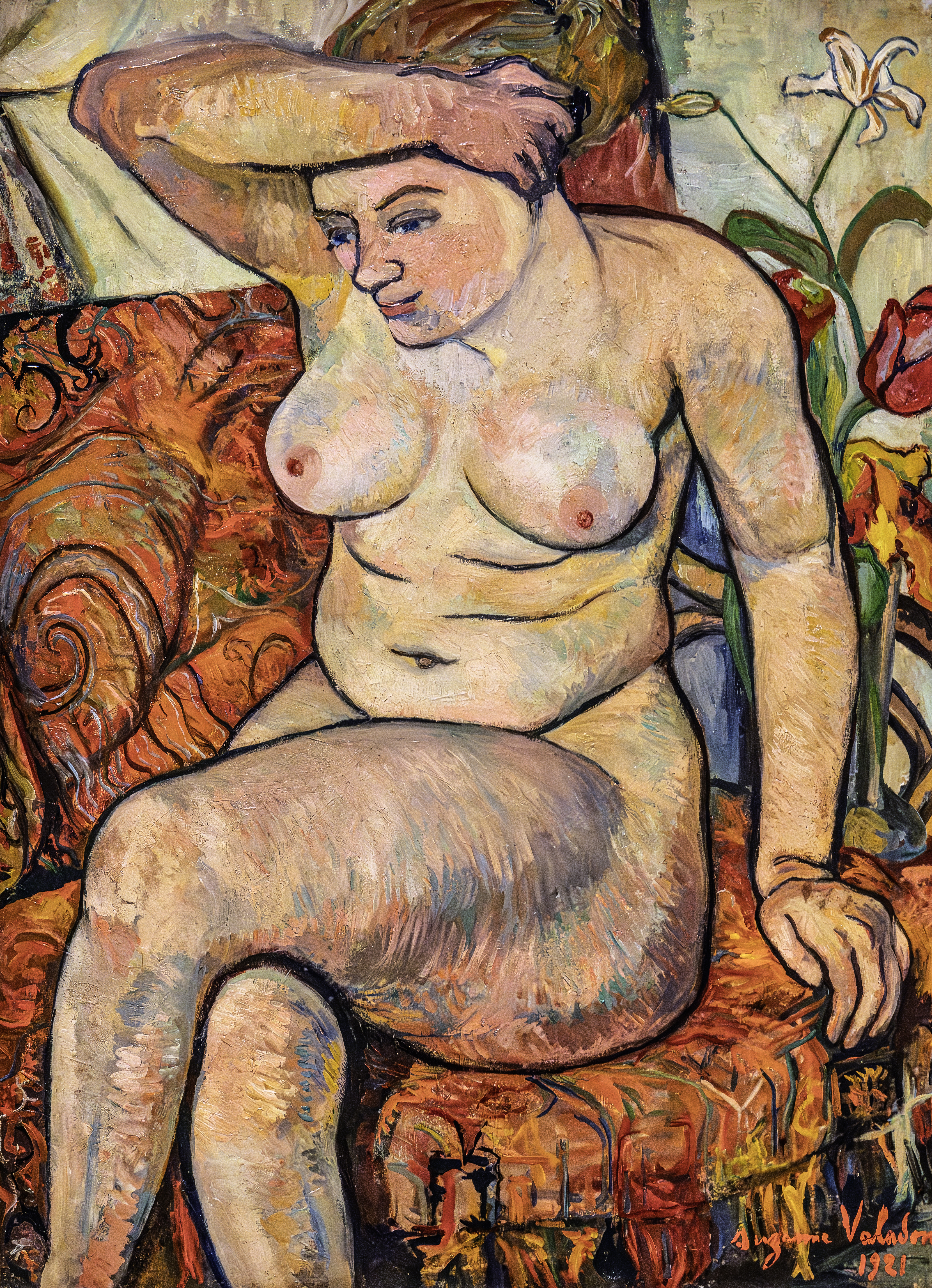
Nu assis au châle tapis (1921), huile sur toile, Fondation de l'Hermitage.
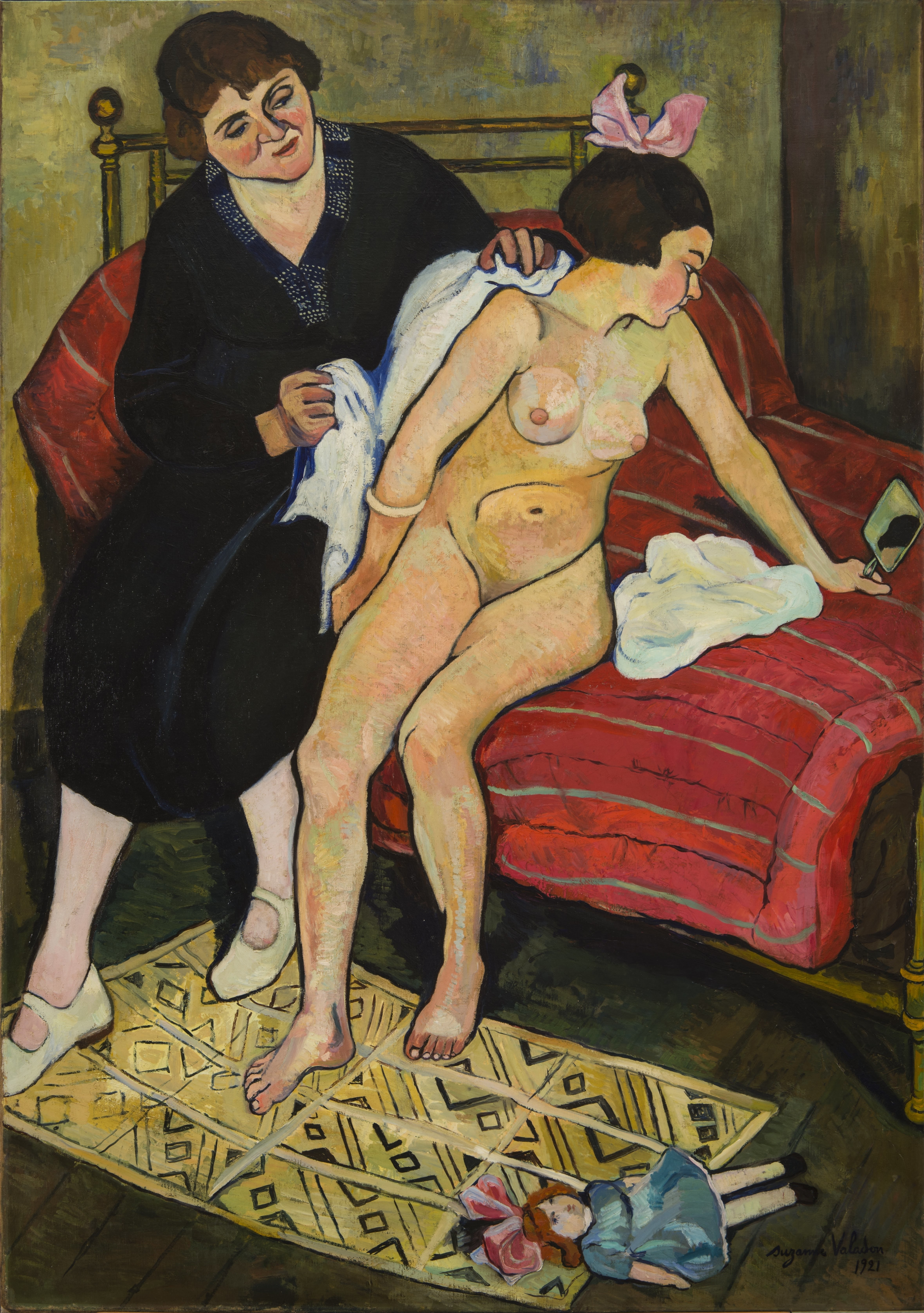
La Poupée abandonnée (1921), huile sur toile, Washington, National Museum of Women in the Arts.
La famille Utter(1921), huile sur toile, Paris, musée national d'Art moderne[26]
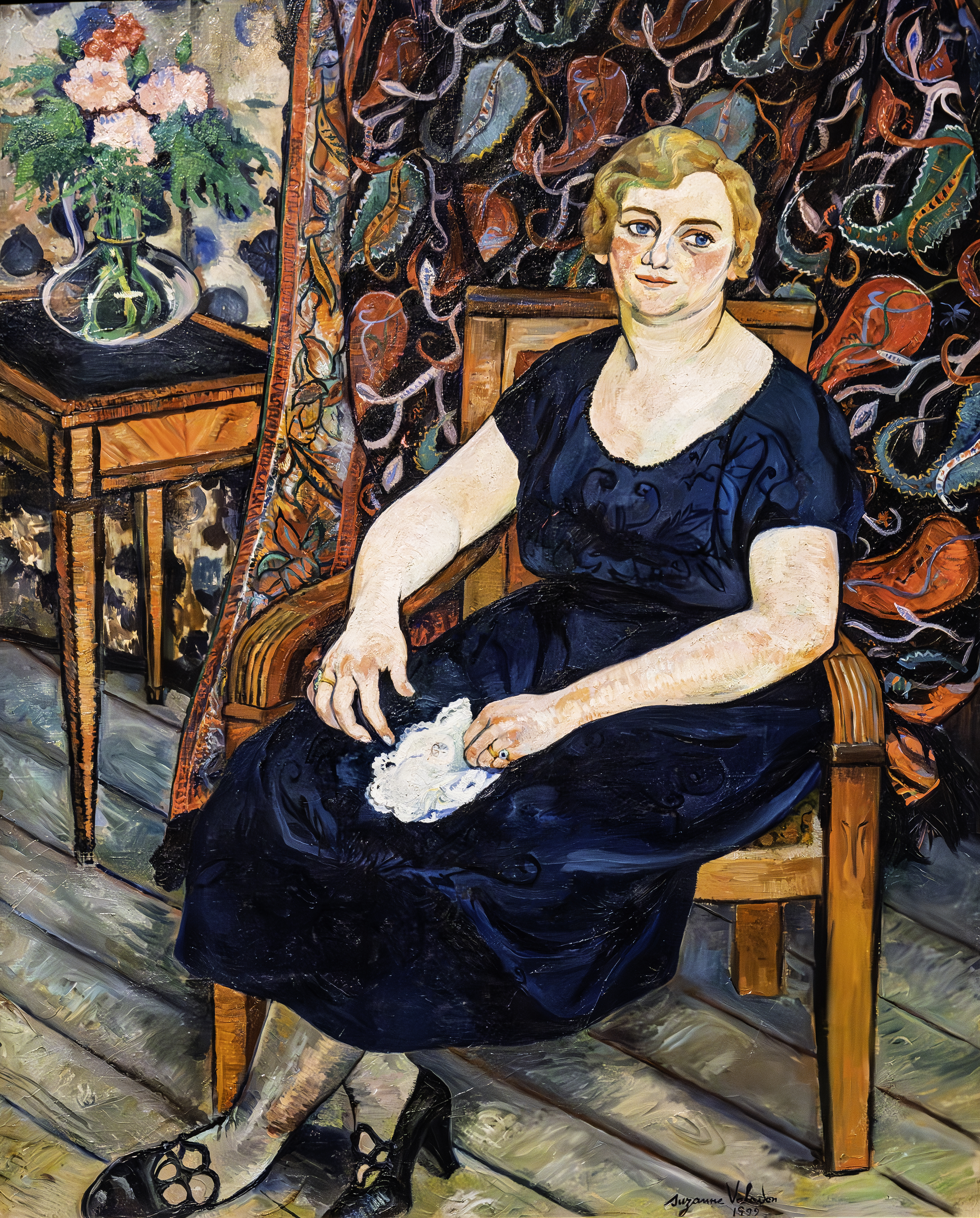
Portrait de Madame Lévy(1922), huile sur toile, Paris, musée national d'Art moderne
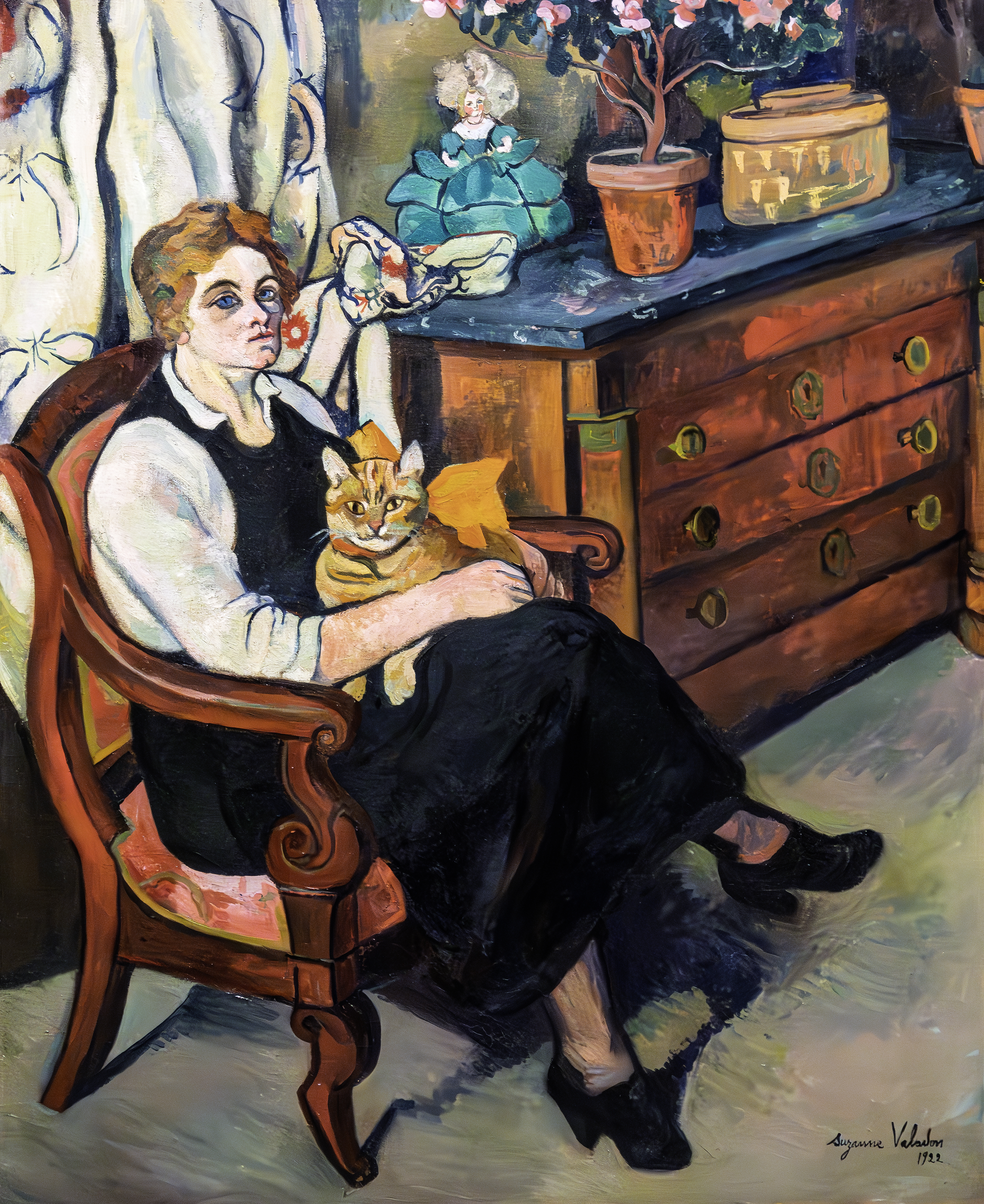
Portrait de Madame Lily Walton (1922), huile sur toile, Paris, musée national d'Art moderne
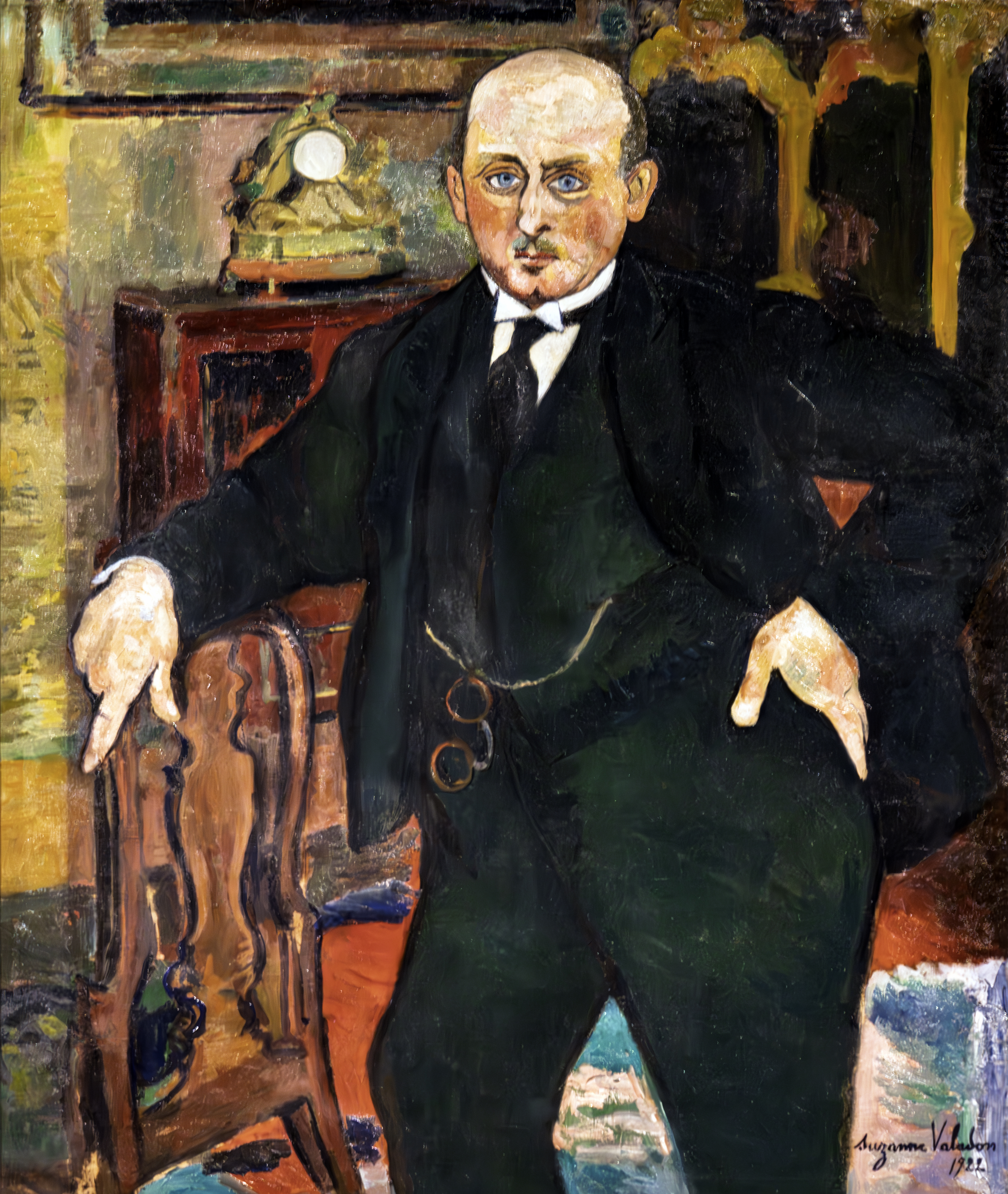
Portrait de Charles Wakefield-Mori (1922), huile sur toile, Paris, musée national d'Art moderne
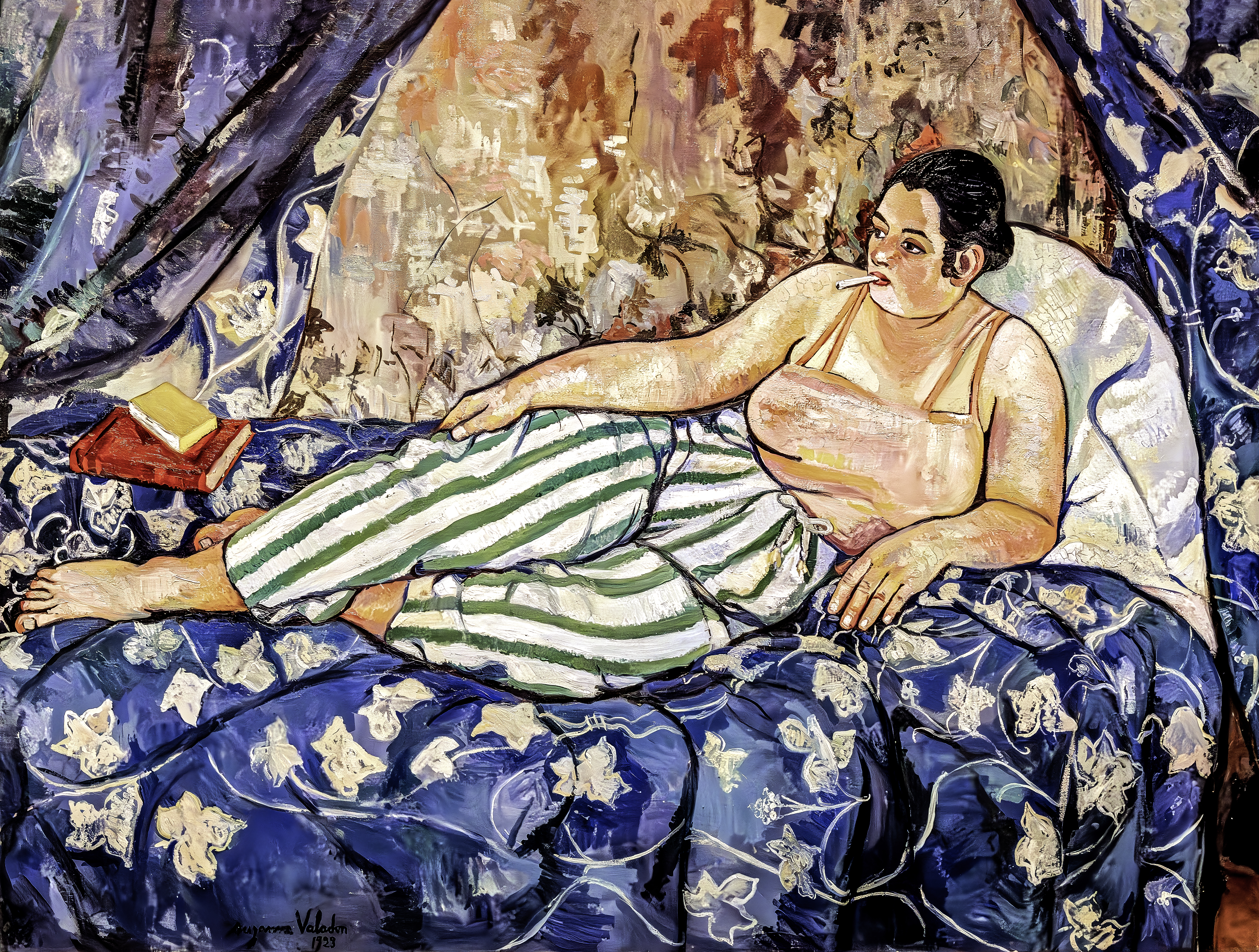
La Chambre bleue (1923), huile sur toile, Paris, musée national d'Art moderne.
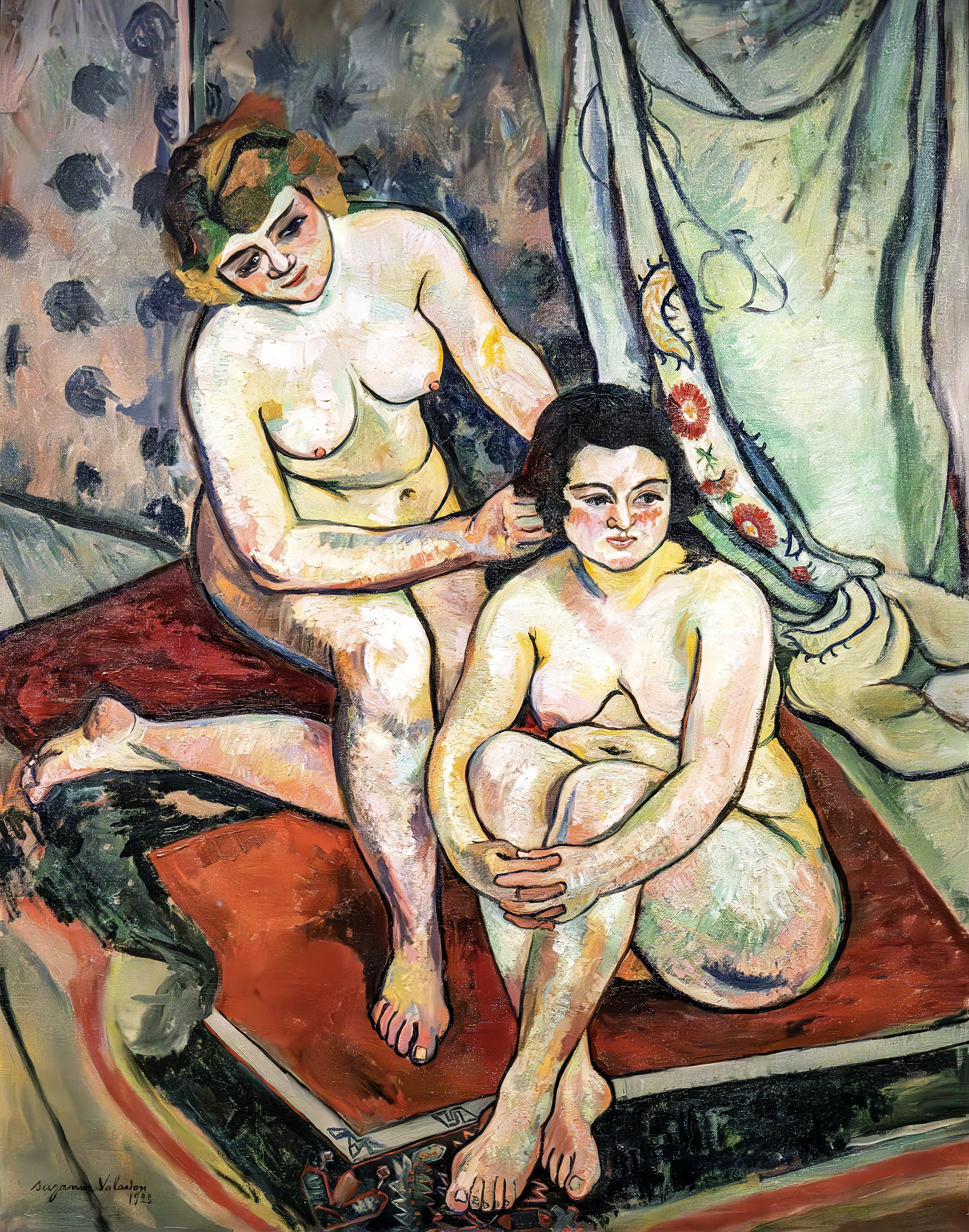
Les Baigneuses (1923), huile sur toile, musée d'Arts de Nantes.
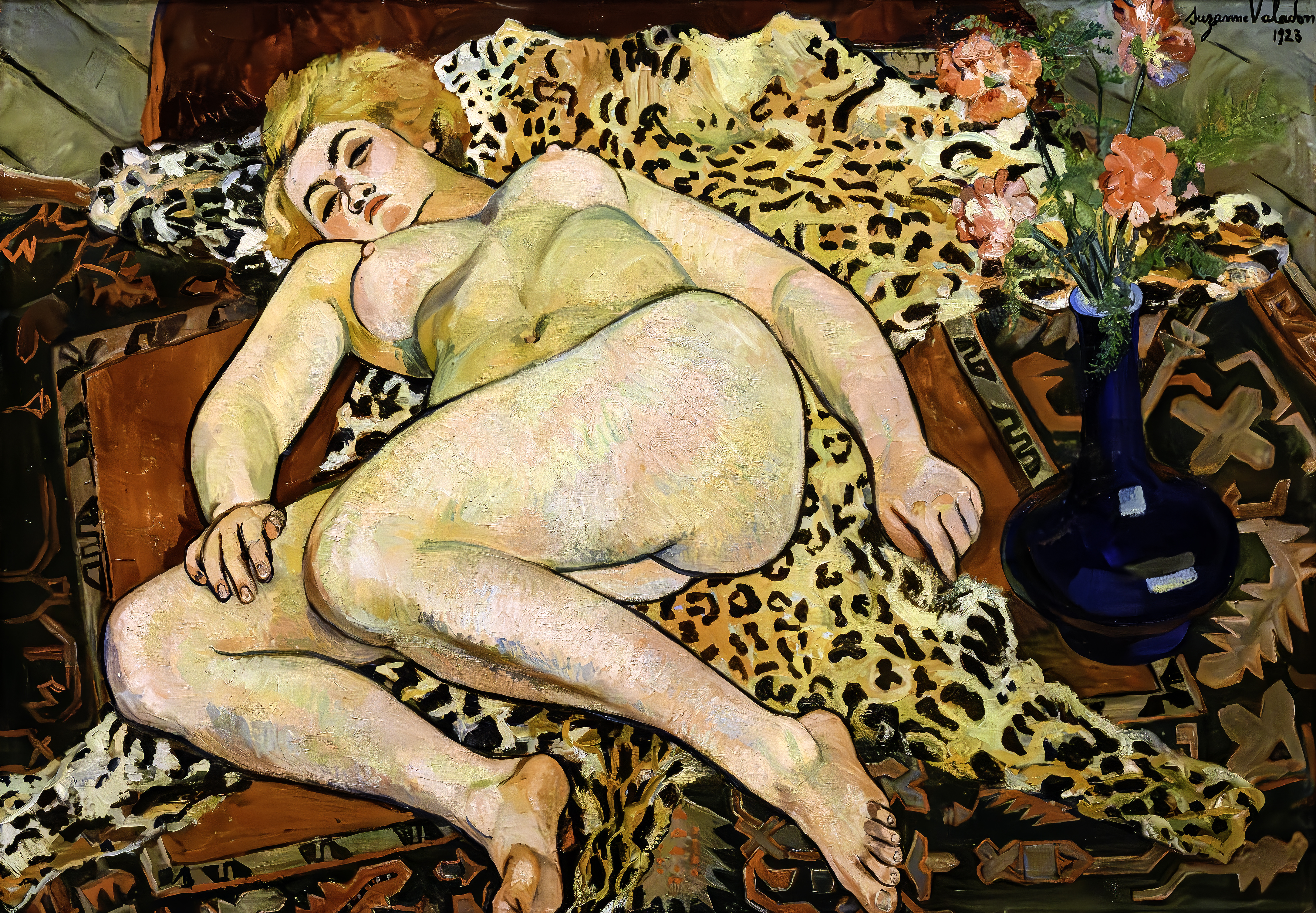
Catherine allongée nue sur une peau de panthère (1923) Collection Privée.
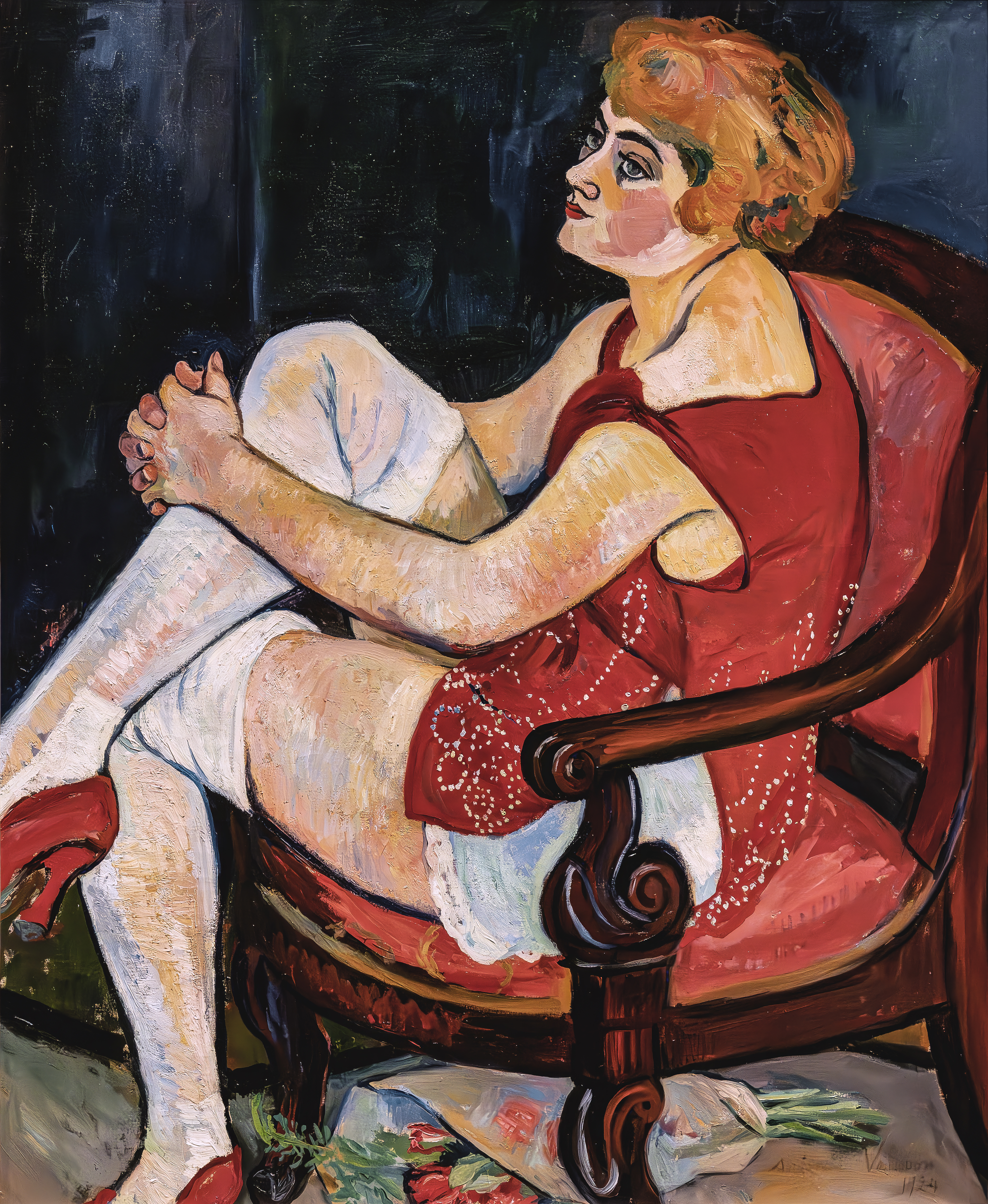
La Femme aux bas blancs (1924) Musée des Beaux-Arts de Nancy
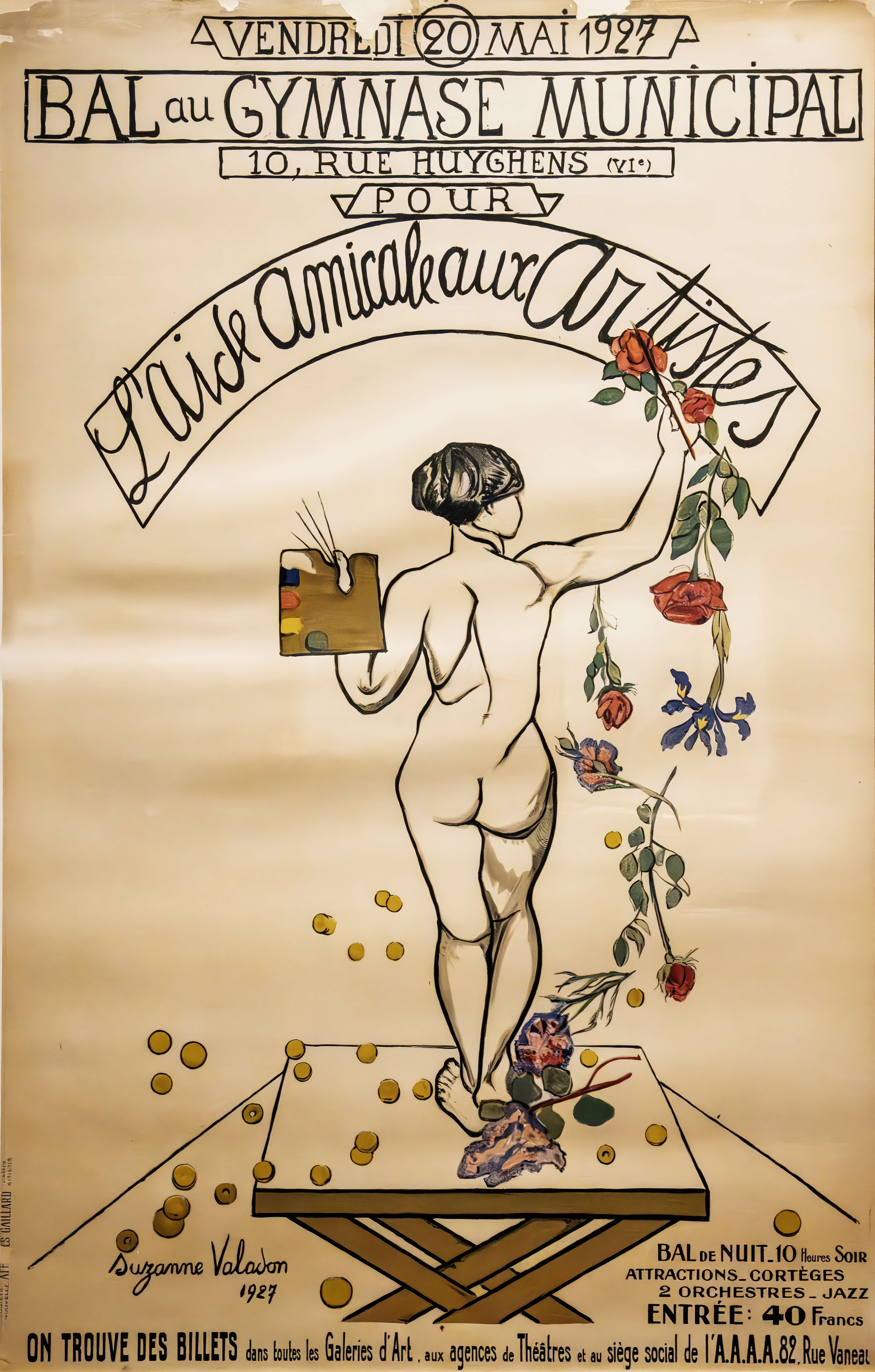
Bal au gymnase municipal - L'aide Amicale aux Artistes (1927) Collection de David E. Weisman et Jacqueline E. Michel musée de Montmartre.
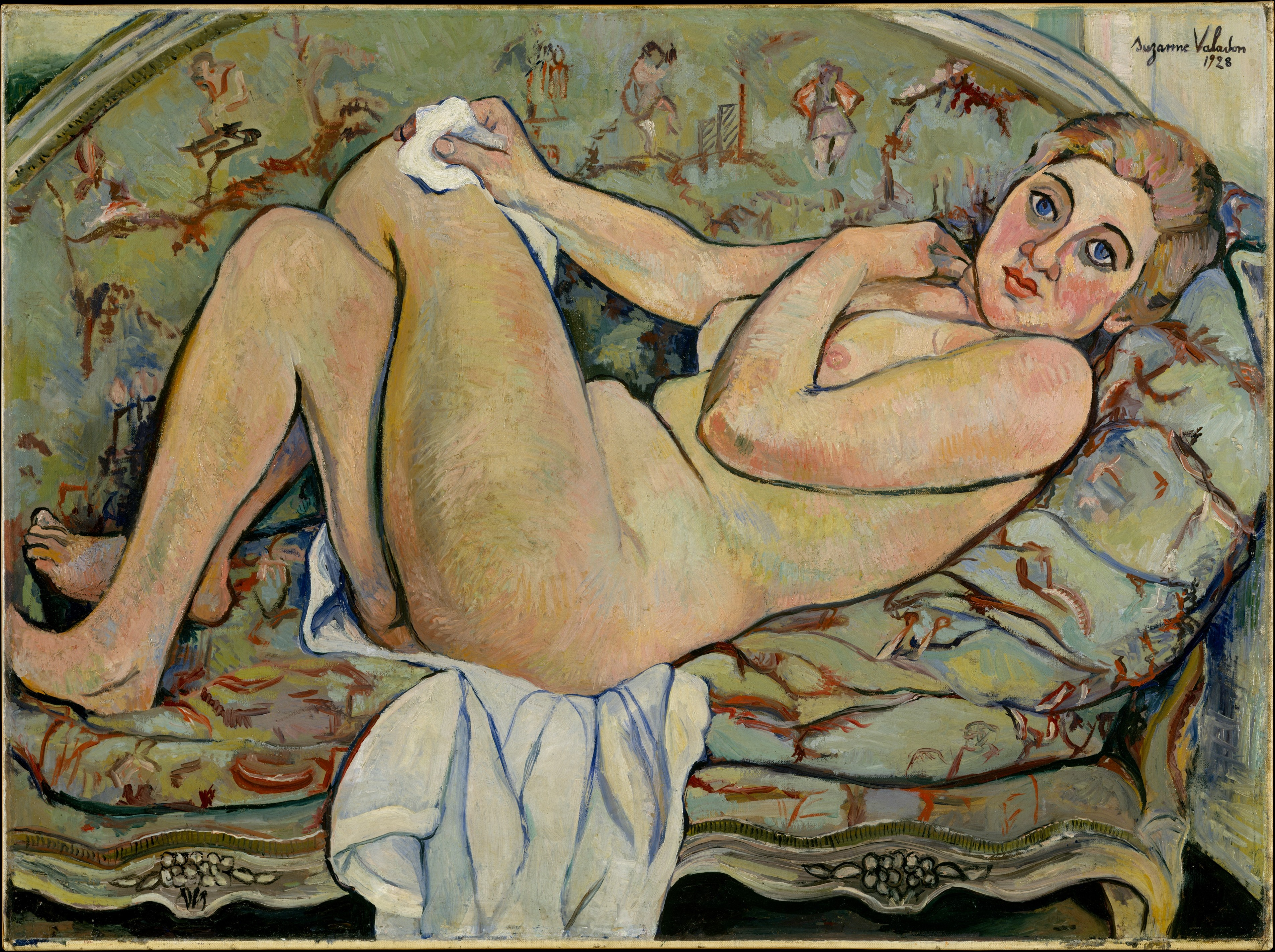
Nu couché (1928), huile sur toile, New York, Metropolitan Museum of Art.
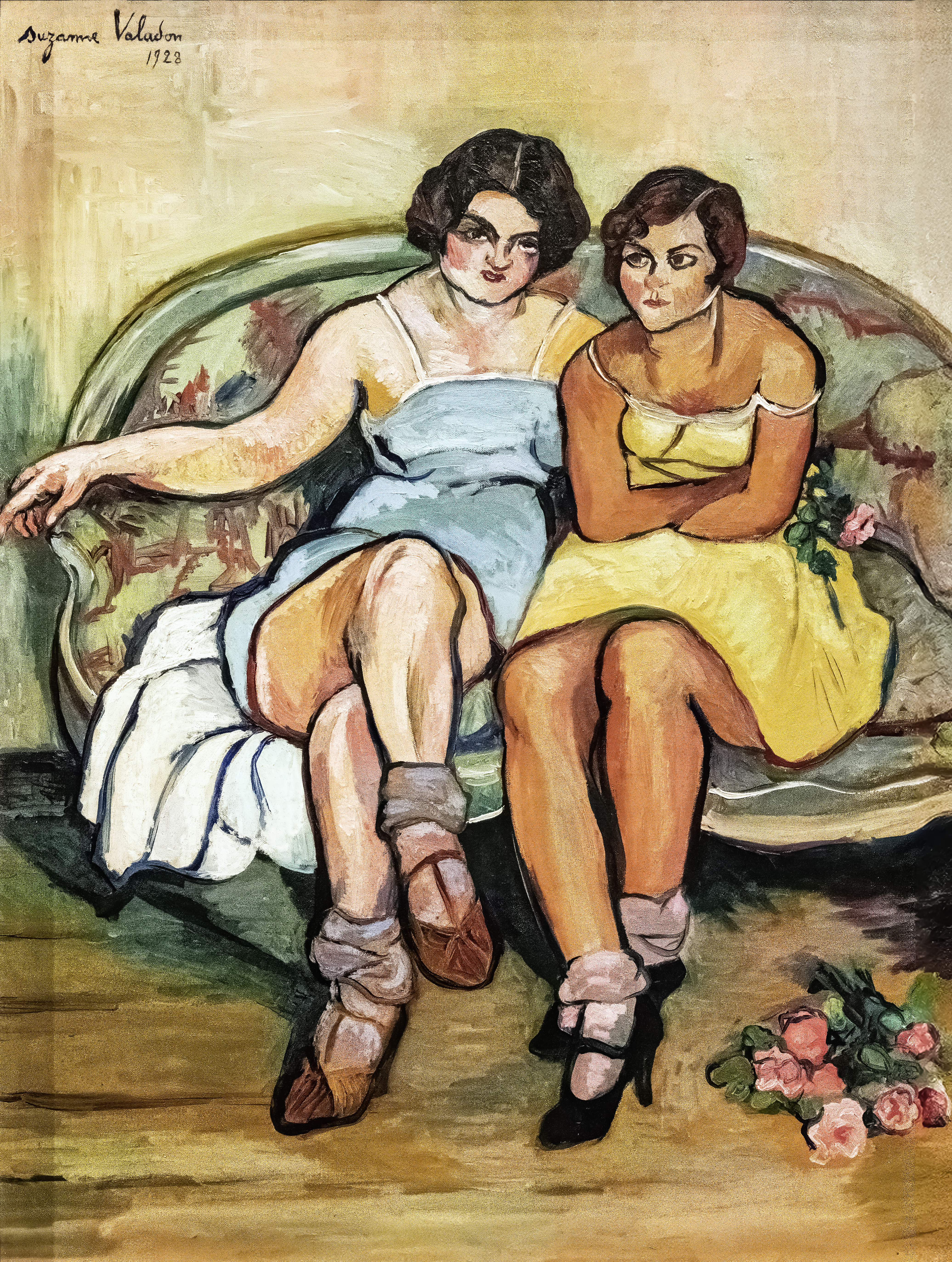
Les deux sœurs 1928, Collection privée.
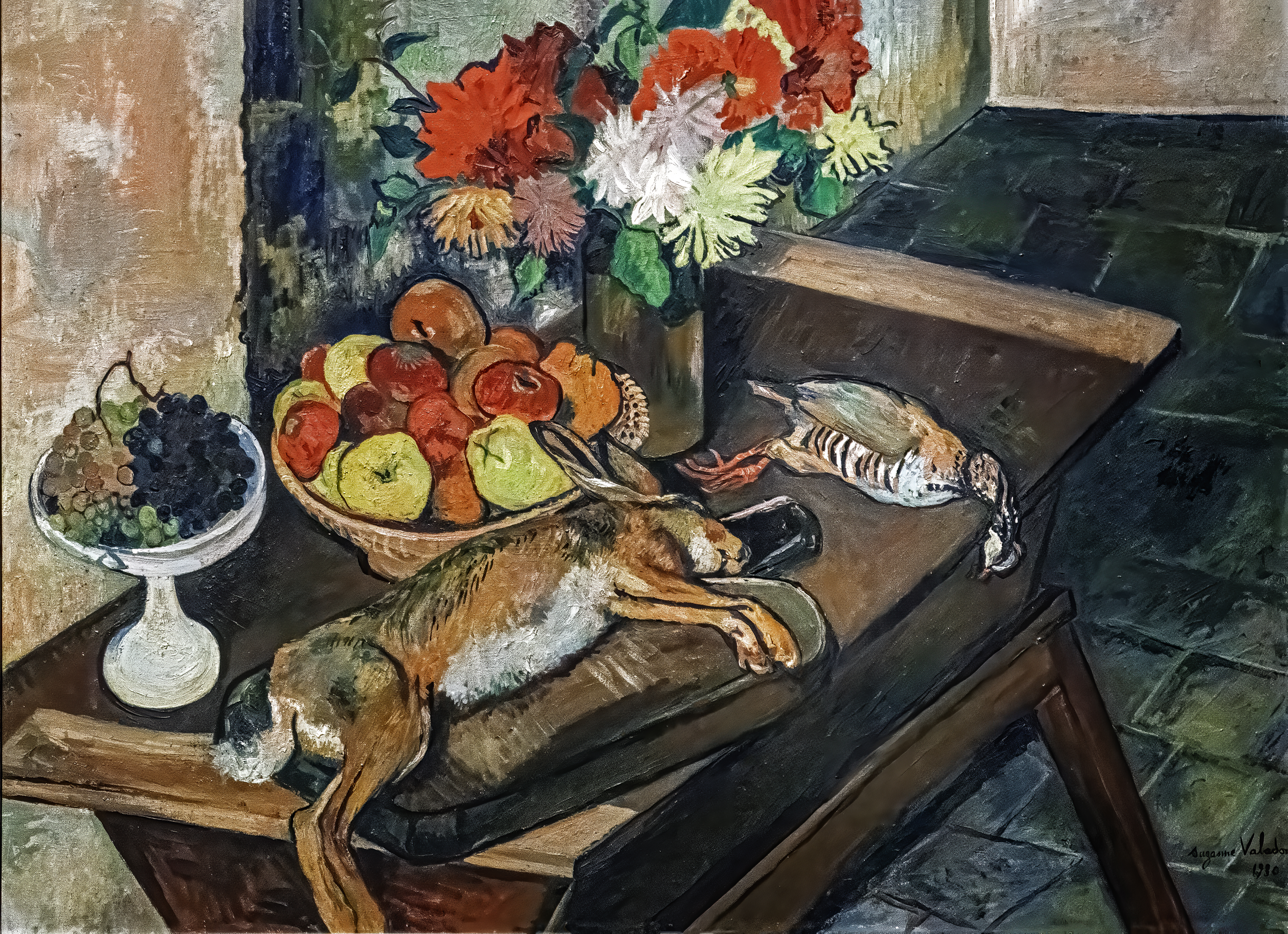
Nature morte au lapin et à la perdrix (1930), huile sur toile, Lausanne, Fondation de l'Hermitage.
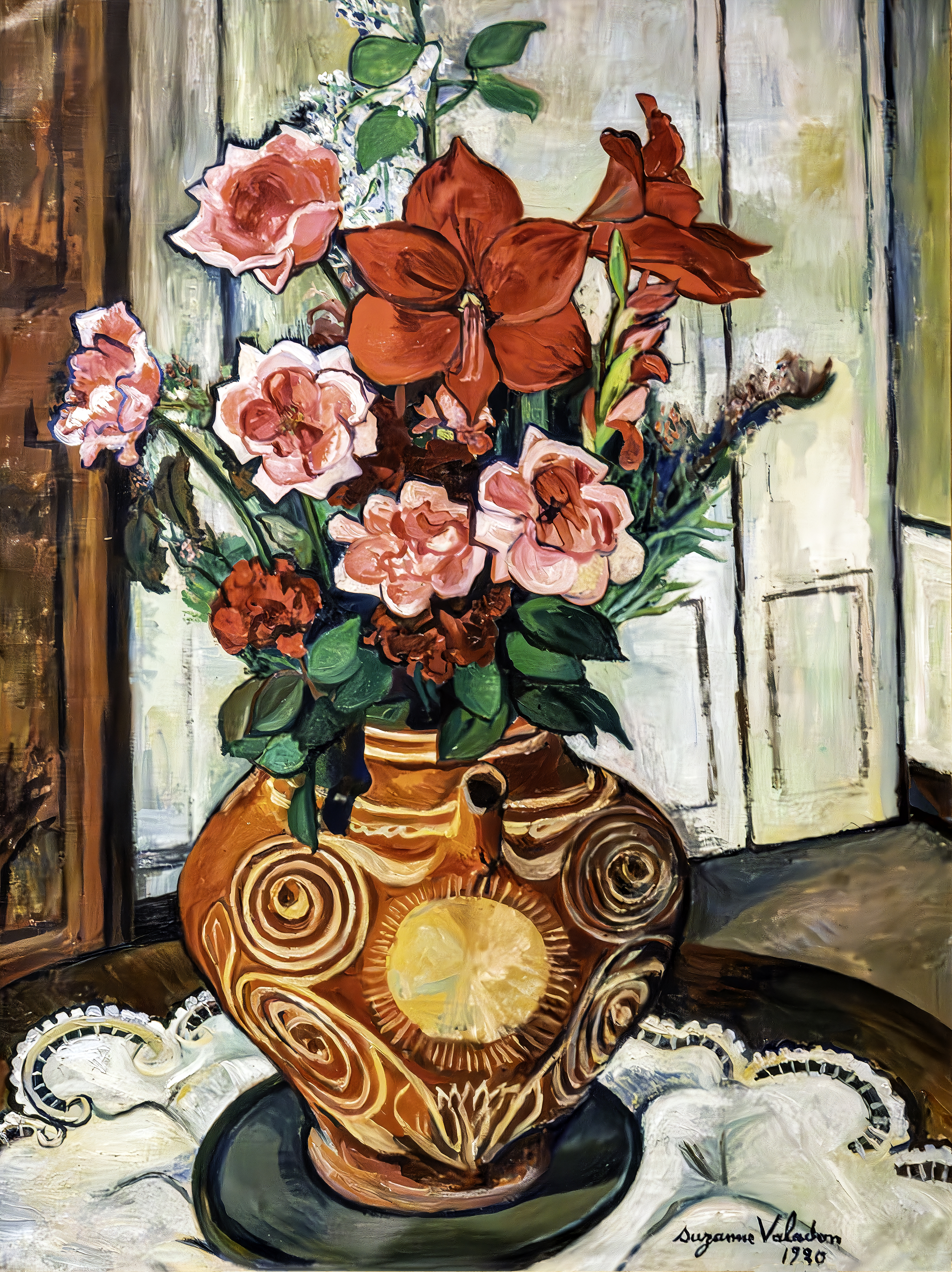
Bouquet de fleurs, 1930, huile sur toile.musée national d'Art moderne.
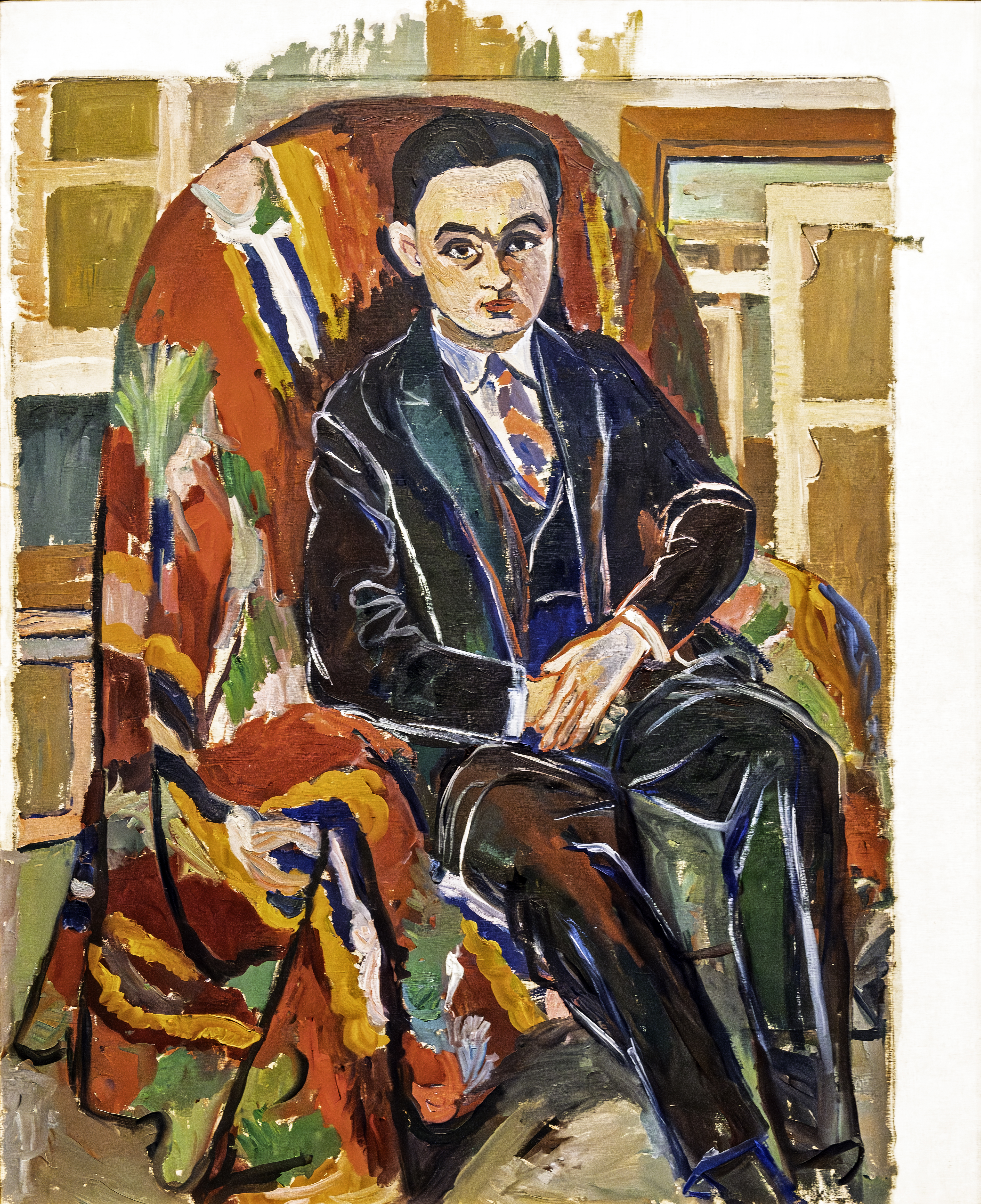
Le Docteur Robert Le Masle 1930, huile sur toile.musée national d'Art moderne[29].
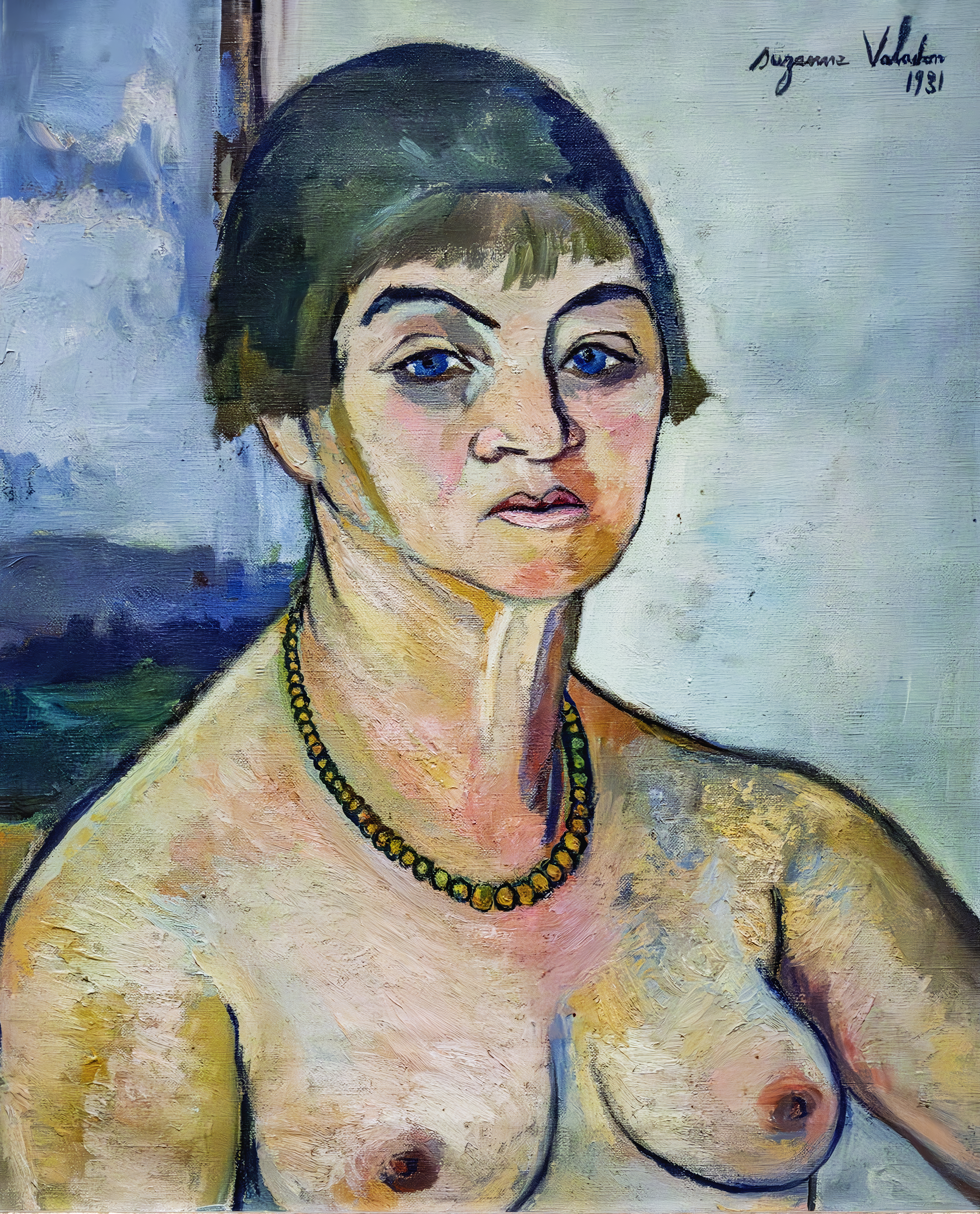
Autoportrait aux seins nus (1931) Collection particulière - Suisse
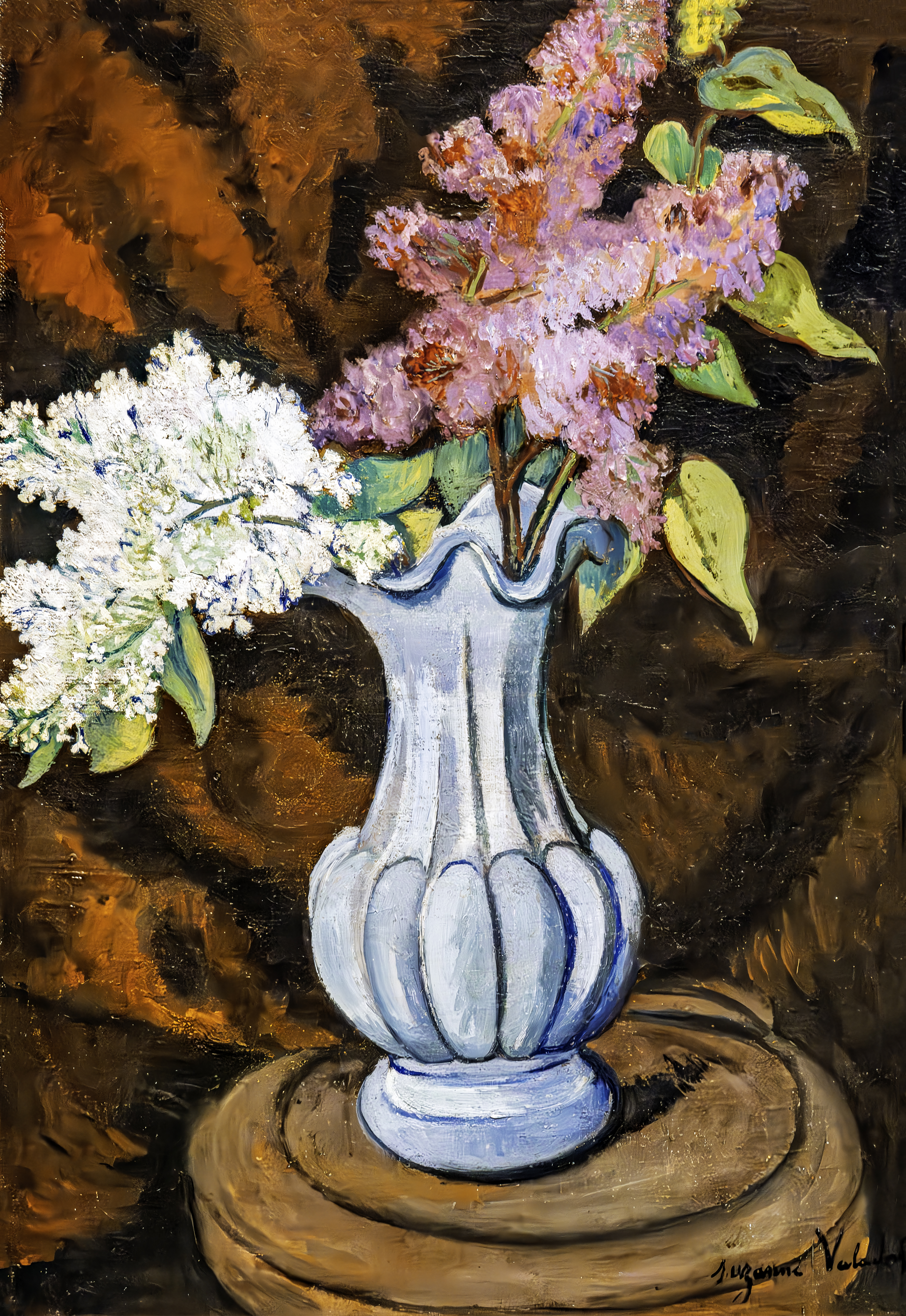
Vase de fleurs  (1934) Collection de David E. Weisman et Jacqueline E. Michel musée de Montmartre.
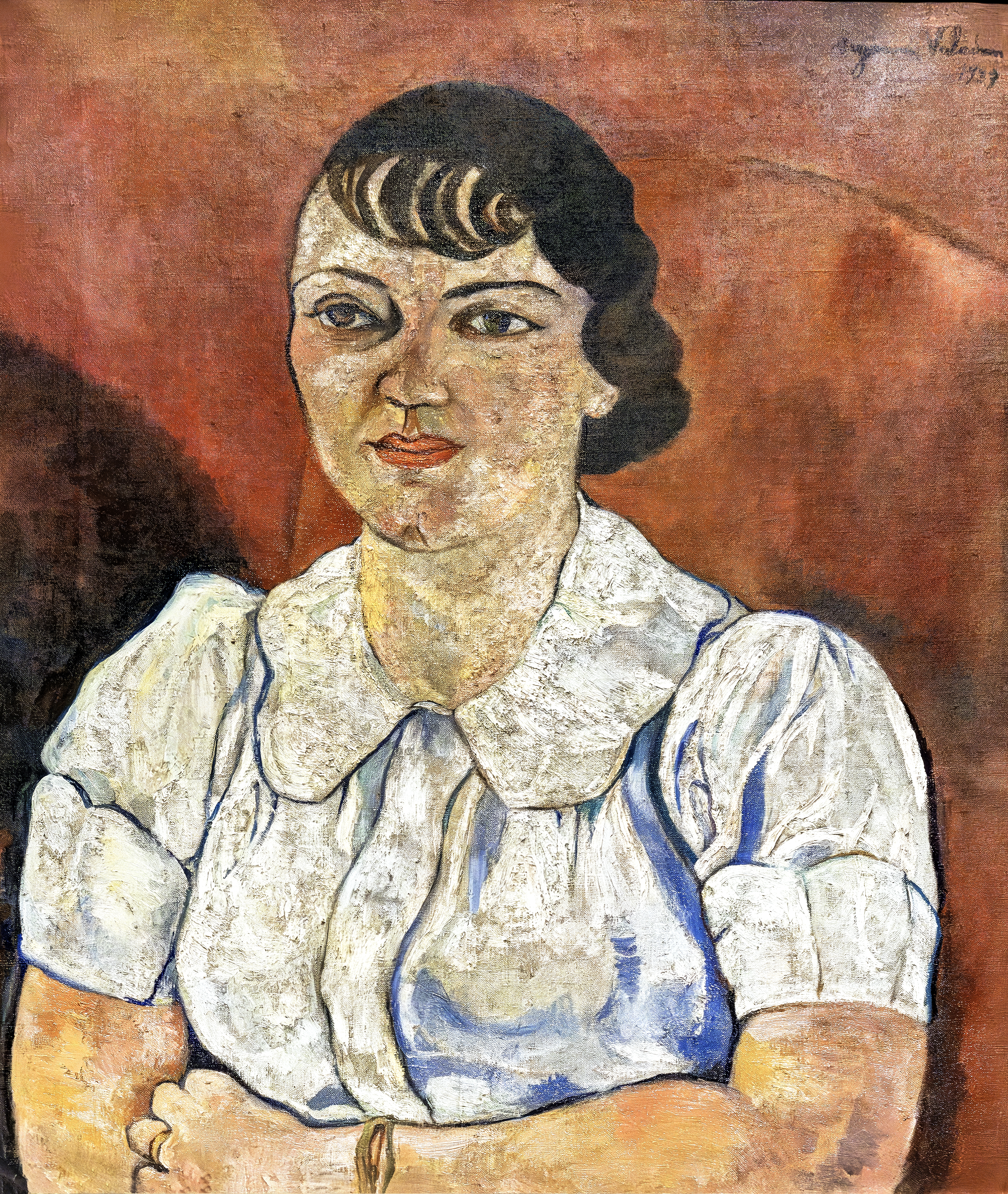
Portrait de madame Pétridès (1937)
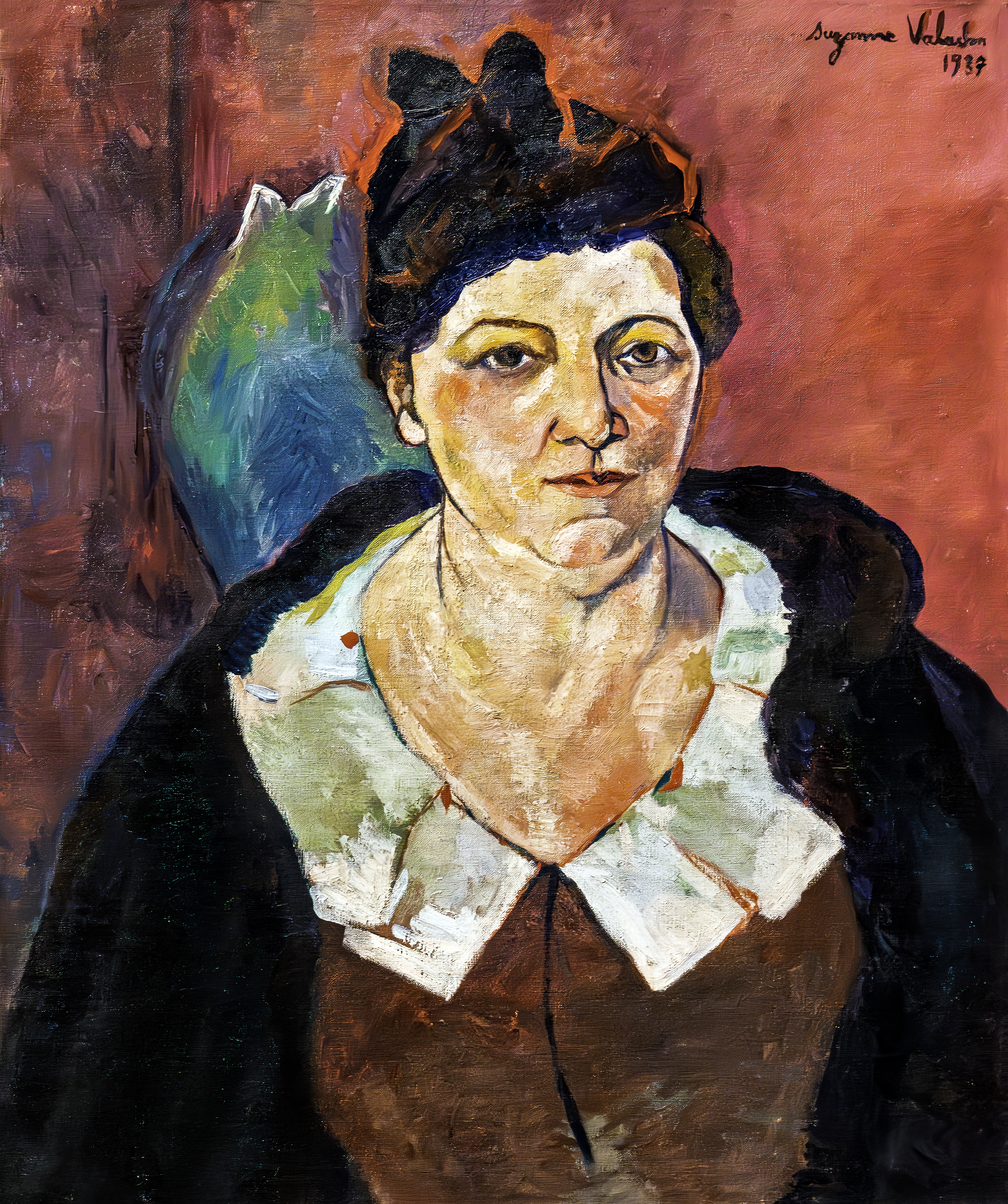
Portrait de Madame Maurice Utrillo, Lucie Valore (1937)

Portraits de Suzanne Valadon
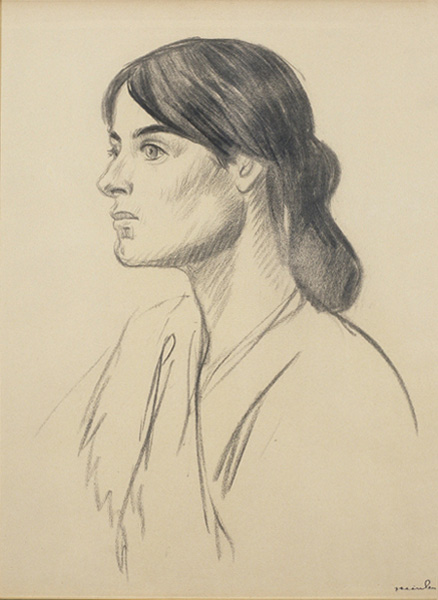
Théophile Alexandre Steinlen, Portrait de Suzanne Valadon (vers 1880), Vernon, musée Alphonse-Georges-Poulain.
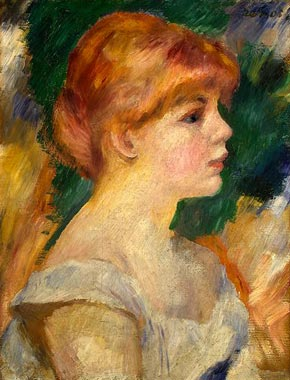
Auguste Renoir, Suzanne Valadon (vers 1885), Washington, D.C., National Gallery of Art.
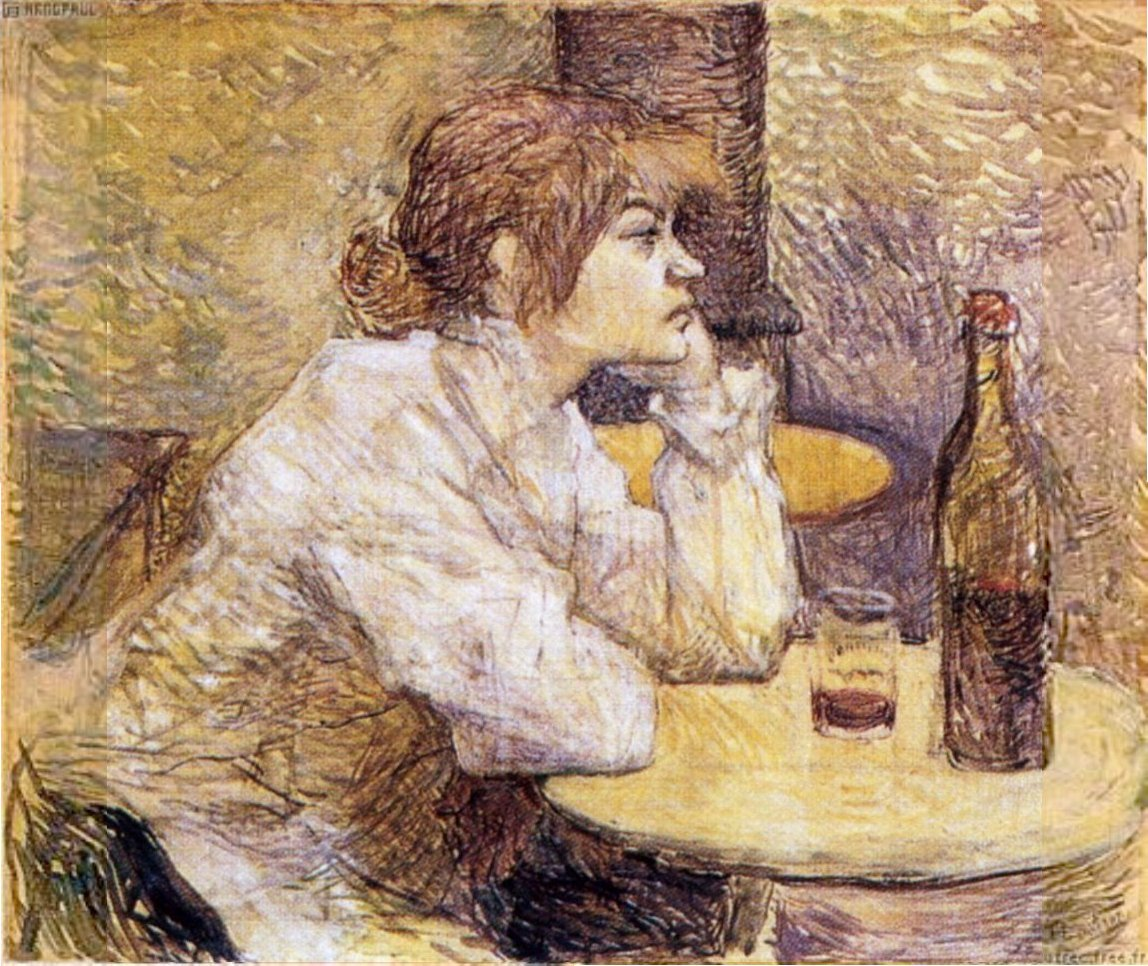
Henri de Toulouse-Lautrec, Gueule de bois (vers 1888), Cambridge, Fogg Art Museum.
Miquel Utrillo i Morlius, Portrait de Suzanne Valadon (1891), musée Cau Ferrat, Sitges.
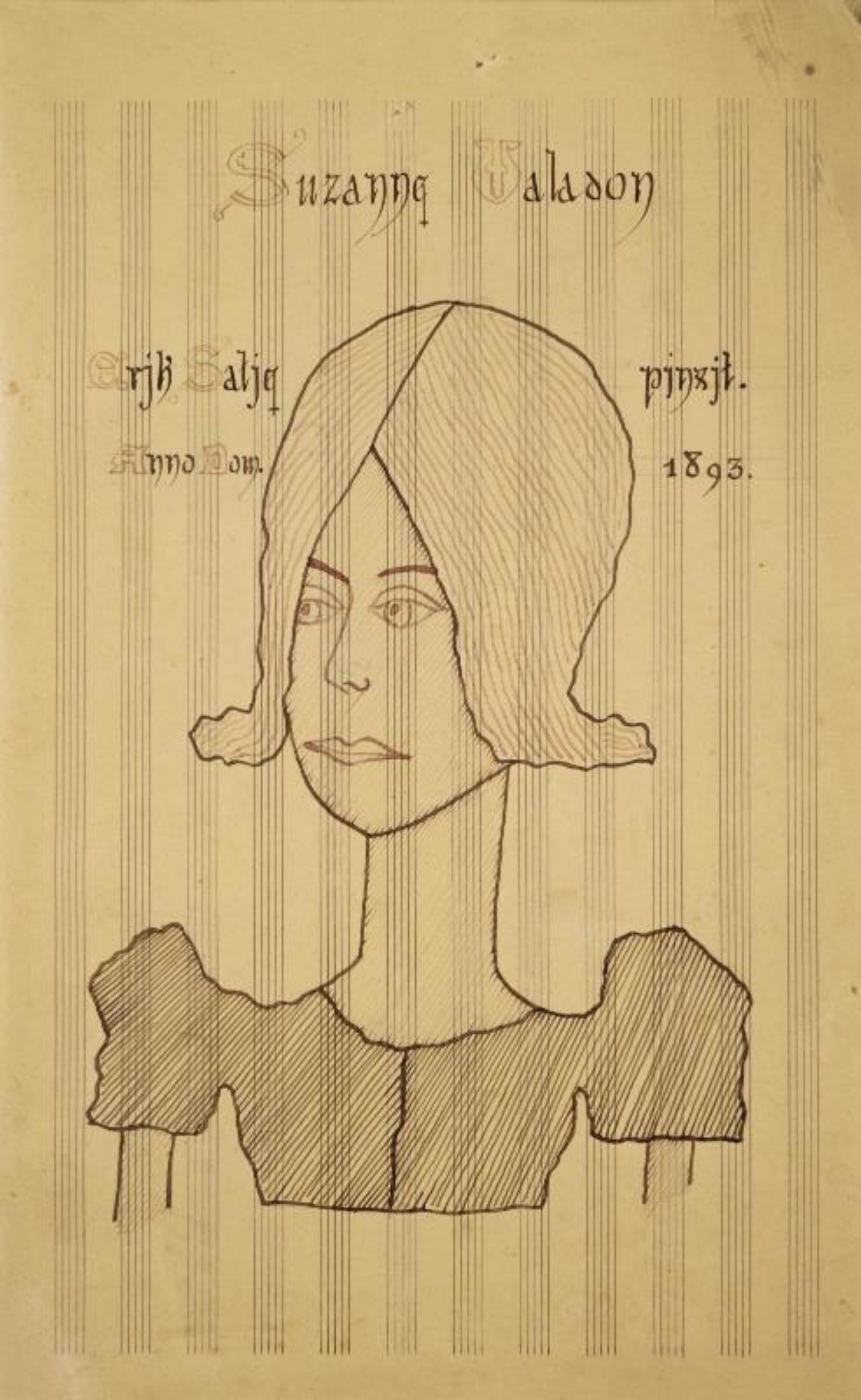
Erik Satie, Suzanne Valadon (1893), Paris, musée national d'Art moderne[30].

## Expositions monographiques
- 1967 : Suzanne Valadon, Paris, musée national d'Art moderne.
- 1996 : Suzanne Valadon, Martigny, Fondation Gianadda.
- 2009 : Valadon, Utrillo. Au tournant du siècle à Montmartre. de l'Impressionnisme à l'École de Paris, Pinacothèque de Paris[31].
- 2015-2016 : Valadon, Utrillo et Utter, Paris, musée de Montmartre[32].
- 2020-2021 : Suzanne Valadon et ses contemporaines : l'art moderne au féminin, musée des Beaux-Arts de Limoges, du 7 novembre 2020 au 14 février 2021, puis à Bourg-en-Bresse, prévu du 13 mars au 27 juin 2021[33] puis reporté du 19 mai au 5 septembre 2021[34].
- 2023 : Suzanne Valadon. Un monde à soi , Centre Pompidou-Metz[6]. Dates : du 15.04.23 au 11.09.23
- 2023-2024 : Suzanne Valadon. Un monde à soi - Musée d'Arts de Nantes   Dates : du 27.10.23 au 11.02.24
- 2025 : Suzanne Valadon, Centre national d'art et de culture Georges-Pompidou, Paris Dates : du 15.01.25 au 26.05.25[35]

## Dans les arts et la culture populaire
- Elle est interprétée dans le film Lautrec (1998) de Roger Planchon par Elsa Zylberstein.
- Un lycée de Limoges porte son nom[36].
- Une place de Paris, la place Suzanne-Valadon, est nommée en son honneur.
- Une station du tramway de Tours et du tramway T5 à Pierrefitte-sur-Seine[37] portent son nom depuis 2013.
- Un cratère vénusien, Valadon, est aussi nommé en son honneur[38], ainsi qu'un astéroïde de la ceinture principale, (6937) Valadon[39].
- Espace scénographique Suzanne Valadon à Bessines-sur-Gartempe[40],[41], ville natale de l'artiste
- Pièce de théâtre Suzanne Valadon, sa vie avec…, créée par Françoise Taillandier (compagnie Le MatouKiTouss) au théâtre Le Guichet Montparnasse à Paris.